# Francilien
Z 50000 (nume de cod), numit, de asemenea, Francilien (marcă înregistrată), sau NAT (numele proiectului, acronim pentru "Noul Automotor Transilien"), este o ramă automotoare de ultimă generație concepută în anii 2000 și care este destinată să echipeze, în Île-de-France, rutele suburbane de rețeaua Transilien, cu plecare din Gara Paris Nord, Gara Paris Est și Gara Saint-Lazare, înlocuind, în special, ramele „inox” Z 6100, cunoscute și sub numele de „p'tits gris”.
Trenul este caracterizat prin aspectul spațios generat de podeaua plată pe toată lungimea, fiind trenul cel mai mare din parcul SNCF, cu vagoane deschise, având treceri largi, permanente, la fel ca cele mai recente trenuri de metrou din Paris, sau ca tramvaiele moderne, dar având, de asemenea, aduce multe inovații tehnice. Trenurile sunt construite de Bombardier în Crespin, în apropiere de Valenciennes.
În urma unui apel de oferte lansat la nivel european în 2004 și a semnării contractului în 2006, producția de serie a primelor 172 de trenuri comandate a început încă din 2009, cu o perioadă de design deosebit de scurtă. Intrarea în serviciul comercial a primelor două elemente, după omologarea completă a noilor echipamente, a avut loc pe 14 decembrie 2009 pe linia H a Transilien între Paris-Nord și Luzarches. După linia H, care și-a primit flota de 82 rame la începutul anului 2013, cu o întârziere de mai multe luni din cauza unor defecțiuni ale echipamentului, trenurile sunt introduse treptat din 2013 până în 2015 pe liniile P, M și J ale rețelei Transilien.
Pe 11 decembrie 2013 consiliul de administrație al Syndicat des transports d'île-de-France (STIF) a aprobat achiziționarea a patruzeci și trei de rame suplimentare, pentru a dota liniile H, K și mai târziu L ale rețelei Transilien, înlocuind vechile rame RIB-RIO și locomotivele BB 17000 și câteva rame de tip Z 6400.
Pe 2 iulie 2014, consiliul de administrație al STIF a confirmat achiziționarea a 22 de trenuri suplimentare, pentru a dota liniile H (ramura Creil/Pontoise) și K (Paris-Gare du Nord/Crépy-en-Valois) în locul ramelor RIB.
Pe 6 mai 2015, consiliul STIF a confirmat achiziționarea a nouăsprezece trenuri suplimentare pentru a dota linia L a rețelei Transilien, înlocuind ramele din inox Z 6400.
Din 13 decembrie 2015, cu ocazia deschiderii gării Rosa Parks, opt rame suplimentare Francilien au intrat în funcțiune pe linia E a RER.
Pe data de 30 martie 2016, consiliul STIF a confirmat achiziționarea a douăsprezece trenuri suplimentare pentru a dota liniile H și L din rețeaua Transilien, iar pe 15 noiembrie 2016 au fost achiziționate încă 52 de trenuri pentru liniile J și L.
Până la sfârșitul anului 2016, 277 de trenuri au fost comandate de STIF din contractul total de 372 rame.

## Istoric

### Material rulant nou pentru Île-de-France
La începutul anilor 1980, Société nationale des chemins de fer français (SNCF) a lansat studiul asupra unui nou tip de automotor de navetiști cu două etaje, așa-numitul "Z 2N", în principal în scopul de a deservi noile traseelor ale liniilor C și D ale RER. Între 1983 și 1985, 52 de rame monocurent Z 5600 sunt livrate, urmate de 58 de rame bicurent Z 8800. Comanda masivă de 194 rame autopropulsate de tip Z 20500, livrate din 1988 până în 1998, a ajutat la întinerirea parcului rulant al rețelei și la scoaterea din uz a mai multor tipuri vechi de material rulant. Comanda complementară de 53 rame Z 22500 (MI 2N) pentru linia E a RER, livrate din 1997 până în 2000, și în cele din urmă cele 54 rame Z 20900 pentru linia C a RER, livrate din 2001 până în 2004, au terminat modernizarea parcului rulant.
Cu toate acestea, aceste livrări nu sunt suficiente pentru retragerea seriilor de automotoare din oțel inoxidabil din anii 1960 și 1970 de tip Z-5300 și Z-6100, care se aproprie de limita duratei de viață și care nu mai satisfac cerințele de confort ale utilizatorilor. Retragerea din serviciu a început, respectiv, în 2000 și 2002. În plus, trebuia pregătită și retragerea ramelor RIB/RIO. În 2004, în timp ce alte regiuni din Franța și-au reînnoit masiv materialul rulant, în Île-de-France materialul rulant vechi reprezenta încă 30% din numărul total de trenuri.
De aceea, SNCF intenționa încă din anul 2002 să comande o nouă generație de material rulant pentru navetiști, disponibil din 2008 sau 2009. În septembrie 2002, compania încredințează realizarea unor planuri pentru aceste trenuri către două firme de proiectare, AREP și AND Partenaires. La sfârșitul acestui contract, sunt prezentate publicului modelele de trenuri într-o expoziție numită „Trains a vivre” în gara Paris-Est. Spre deosebire de modelele introduse începând cu anii 1980, care se bazau pe automotoare cu două nivele, acest lucru fiind cerut de aleșii locali și asociațiile de utilizatori datorită capacității mari de transport, de această dată s-au ales vagoane cu un etaj, la cererea autorităților regionale care doreau o mai bună accesibilitate pentru persoanele cu handicap.
O cerere de oferte pentru proiectarea și producția unui nou tip de tren pentru rețeaua feroviară din Île-de-France a fost lansată în februarie 2004, după aprobarea de către STIF a procedurii pe 10 decembrie 2003. Acest tren trebuia să fie puternic, fiabil și confortabil. Primele propuneri ale constructorilor sosesc în luna august 2004: Alstom, Bombardier și Siemens intră în competiție. În mod neobișnuit pentru acest stadiu al achiziției, SNCF și regiunea cer producătorilor să realizeze fiecare un model la scară reală, în scopul de a facilita alegerea materialului folosit. Proiectele sunt rafinate și modele sunt prezentate la sfârșitul lunii aprilie 2005.

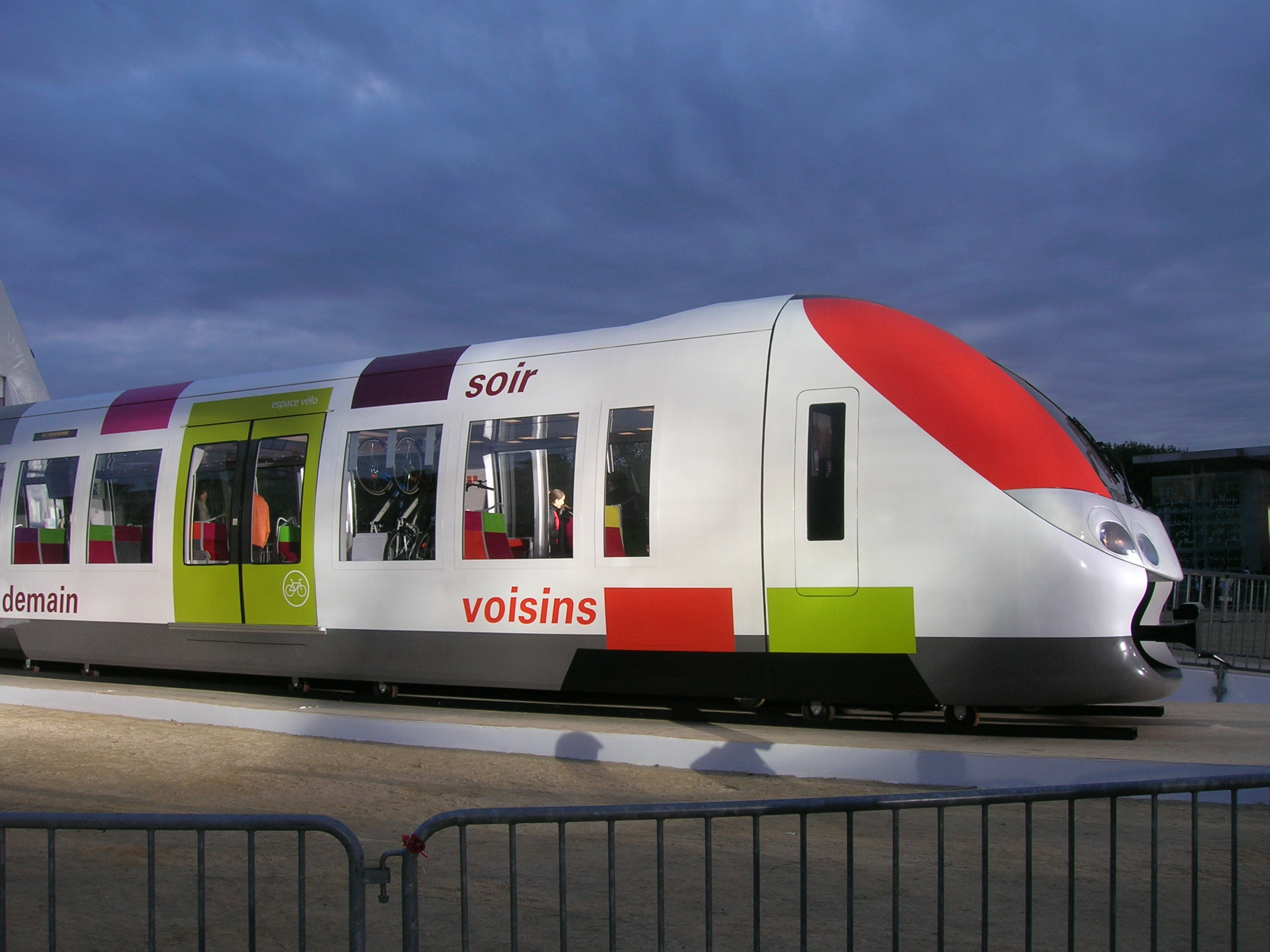
Macheta expusă în Champ-de-Mars la Paris, pe 28 octombrie 2006.

În octombrie 2005, Statul francez a anunțat alocarea a patru sute de milioane de euro pentru modernizarea materialului rulant din regiunea Pariziană, dar alegerea nu fusese încă făcută: reformarea STIF, compus exclusiv din funcționari locali aleși în locul unor reprezentanți ai Statului, duce la întârzieri în luarea deciziilor. După consiliul de administrație din 10 mai 2006 sunt făcute mai multe precizări: în conformitate cu recomandările SNCF, trenurile vor fi alocate anumitor linii și nu răspândite în întreaga rețea, iar ritmul de livrare va trebui să ajungă la treizeci rame per an, gările vor fi adaptate treptat pentru accesul persoanelor cu handicap, trenurile nu vor avea toalete , și primele elemente vor trebui să fie livrate la sfârșitul anului 2009, cu câteva luni înainte de alegerile regionale din 2010.
La mijlocul lunii iulie 2006, SNCF analizează ultimele propuneri ale constructorilor și este în cele din urmă aleasă oferta companiei canadiene Bombardier, cu modelul Spacium 306. Cu această ocazie, macheta producătorului este prezentată publicului timp de trei zile pe Champ-de-Mars din Paris. Modelul este prezentat publicului cu diverse ocazii în următorii ani, de exemplu, în Paris, la Grand Palais, în cadrul expoziției organizate pentru aniversarea a șaptezeci de ani de la înființarea SNCF, la sfârșitul anului 2007 și apoi în față gărilor de Est și de Nord, în iulie 2008. Modelul este, de asemenea, prezentat în stațiile de cale ferată ce urmează a fi deservite, precum Saint-Ouen-l '-Liesse și d'Ermont - Eaubonne.

### O polemică asupra atribuirii contractului
În urma atribuirii contractului, Alstom a depus o plângere în fața tribunalului administrativ din Paris, care a suspendat semnarea efectivă a contractului, invocând criteriile de atribuire a contractului. De fapt, costul de producție cu 10% mai mic decât cel al Alstom, în special datorită localizării unei părți din producție în Europa de Est, a condus la alegerea făcută de SNCF și STIF. Această alegere a provocat controverse, lansate de către politicieni și sindicatele Alstom Transport, cu privire la consecințele atribuirii contractului către Bombardier  asupra ocupării forței de muncă din Franța. Deputatul UMP Bernard Carayon evocă „antipatriotismul economic” și se plânge de alegerea SNCF, companie publică, de a alege un constructor străin, a cărui piață internă nu este accesibilă întreprinderilor străine. Președintele Alstom, Patrick Kron, împărtășește acest punct de vedere, declarându-și îngrijorarea pentru slujbele din Franța și denunțând o concurență neloială din partea Bombardier, care ar fi beneficiat de subvenții deghizate din partea guvernului canadian. Era vorba de reînnoirea unui contract pentru mai multe sute de vagoane de metrou pentru rețelele din Toronto și Montréal, atribuită fără o cerere de oferte, provocând plângeri din partea Alstom, care era prezent și pe această piață.
Conducerile Bombardier, SNCF și STIF au dat asigurări că trenurile vor fi complet proiectate și asamblate în Franța, în fabrica grupului Bombardier din Crespin, în departamentul Nord, cu locuri de muncă pentru francezi, unele elemente de tren fiind, cu toate acestea, produsele în fabrici ale grupului din Polonia și Republica Cehă. În plus, după cum se obișnuiește în acest tip de contract, o colaborare cu Alstom (pentru până la 40% din contract) era dorită de către ministrul Transporturilor, Dominique Perben.
Președintele STIF și al regiunii Île-de-France, Jean-Paul Huchon, considera ca neplăcută plângerea depusă de Alstom, apreciind că „Alstom face circ și un lobby puternic pentru a influența atribuirea contractului”; el deplângea de asemenea întârzierile pe care le-ar putea antrena această plângere asupra livrării noilor trenuri. După mai multe răsturnări de situație și în urma unor negocieri dificile, pe 13 noiembrie 2006 se ajunge la un acord între compania canadiană și Alstom, privitor la volumul de lucrări sub-contractate (compromis de 900 milioane de € din totalul de 2,7 miliarde), iar plângerea este retrasă. Contractul cu SNCF este semnat pe 14 noiembrie 2006; este vorba de o primă tranșă de 172 de automotoare pentru un preț de 1,85 miliarde de euro, adică un preț unitar de un pic peste zece milioane de euro, finanțat în părți egale de SNCF și STIF, inclusiv 400 de milioane de euro ajutor de stat. Comanda totală includea 372 de trenuri, din care 200 de livrat după 2015.
În același timp sunt comandate douăzeci și patru vagoane de mare capacitate (AGC) de tip Bibi (funcționare bimod — diesel și electric — și bicurent) pentru linia în P, pentru o sumă totală de 136 de milioane de euro, finanțată 35% de STIF și 65% de SNCF, precum și renovarea a 635 de vagoane de tip Z 20500 pentru liniile C și D ale RER, pentru o sumă de 108 milioane de euro, finanțată 69 % de STIF și 31 % de SNCF. În cele din urmă, Alstom, care avea numeroase alte comenzi din partea regiunilor pentru reînnoirea materialului rulant feroviar, se retrage complet din acest contract. În octombrie 2007, cu ocazia Sărbătorii Transporturilor, regiunea Île-de-France propune cetățenilor să aleagă numele viitorului tren din patru variante alese de un cabinet de experți: „Néolien”, „Citilien”, „Zilien” și „Francilien”. Ultima variantă primește 36% din voturi și este aleasă.

### Fabricarea și testarea

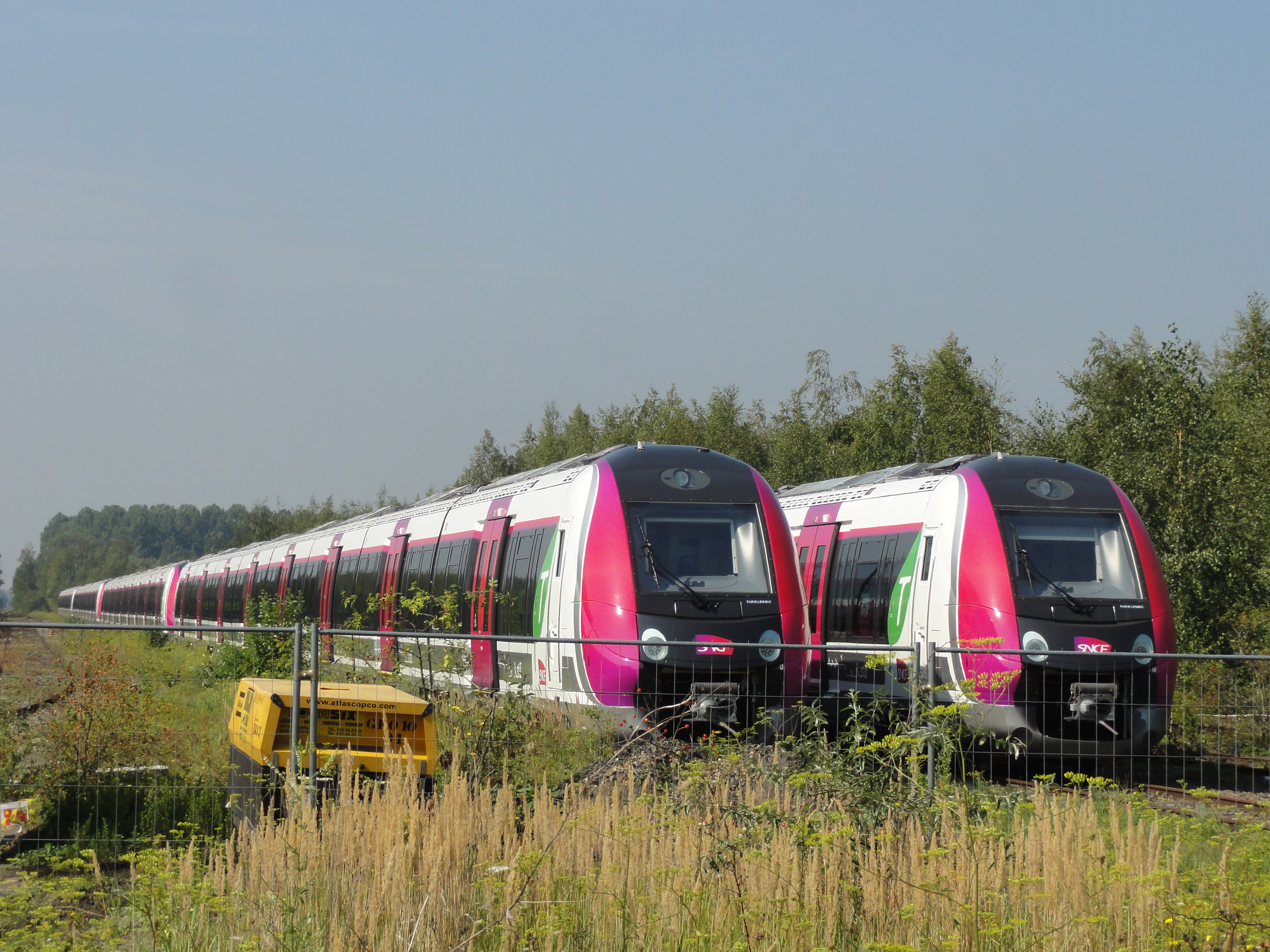
Opt trenuri parcate in gara Blanc-Misseron pe linia de la Douai la Blanc-Misseron în Crespin, aproape de fabrică.

Fabricarea ramelor de testare pornește la începutul anului 2007, în fabrica din Crespin (Departamentul Nord). Pe 19 iulie 2007, are loc un crash-test în situl respectiv: se validează comportamentul celor 4 tampoane cu funcție antiîncălecare, precum și comportamentul cuplei dispuse în fața cabinei. Acest test, echivalent cu impactul a două trenuri goale de câte opt vagoane, la o viteză de 36 km/h, va permite începerea fabricării componentelor din capetele trenurilor. Primele boghiuri motoare și purtătoare sunt produse în februarie 2008, urmate de prima cabină în luna martie. Primele patru rame sunt prezentate în mod oficial pe 28 martie 2008, în prezența lui Jean-Paul Huchon și Guillaume Pepy, și apoi, în aprilie 2008, primul vagon este pus pe boghiuri. Primul tren de test e asamblat în iunie 2008, iar primele teste pe circuitul de testare al Bombardier din Crespin au loc în luna decembrie.
De la sfârșitul anului 2008, primele trei trenuri asamblate desfășoară o campanie de teste la Wildenrath, Germania. Rama 1 testează echipamentul de tracțiune/frânare în modul normal și în modul de avarie, trenul 2 realizează teste de performanță de frânare și testează abilitățile echipamentelor în caz de deraiere în timp ce trenul 3 face teste de compatibilitate electrică și electromagnetică cu infrastructura, precum și de zgomot exterior.
Pe 6 februarie 2009, primul tren montat, Nr. 3, este prezentat de Bombardier la locul de producție; este singura ramă care prezintă o schemă de vopsire albă cu capete albastre și cu bucăți colorate, identică cu trenurile AGC Bibi din Paris-Est. Alte cinci rame sunt folosite pentru a testa și certifica diverse componente pe site-ul din Crespin, și apoi pe bucla de test din Valenciennes, în centrul de testare trenuri din Wegberg-Wildenrath (Germania), pe circuitul de teste de la Velim (Republica Cehă), apoi la Viena (Austria), unde trenul a fost supus la temperaturi variind de la -25°C la +50°C în "tunelul" climatic de la centrul de testare RTA.
Studiile continuă în 2009, pentru a obține certificarea pe rețeaua națională de cale ferată, cu primele opt trenuri asamblate: rama 4 efectuează teste de comportament dinamic și de viteză în configurația cu șapte vagoane în Bretania în aprilie 2009, pe linia Paris-Montparnasse — Brest între Plouaret-Trégor și Plounérin (Côtes-d'Armor). În plus față de o bună capacitate de șuntare a circuitului de semnalizare, adică de a comuta semnalele la roșu la trecerea trenului, este demonstrat un bun comportament dinamic al echipamentului și este validat confortul pasagerilor, precum și captarea de putere la 25 kV. În luna iunie, trenul 1 pornește într-o campanie de teste de tracțiune/frânare sub catenare de 1.500 V, în valea Maurienne din Savoie, pe secțiunea dintre Saint-Jean-de-Maurienne și Modane (27 km), cu o pantă de 30‰.

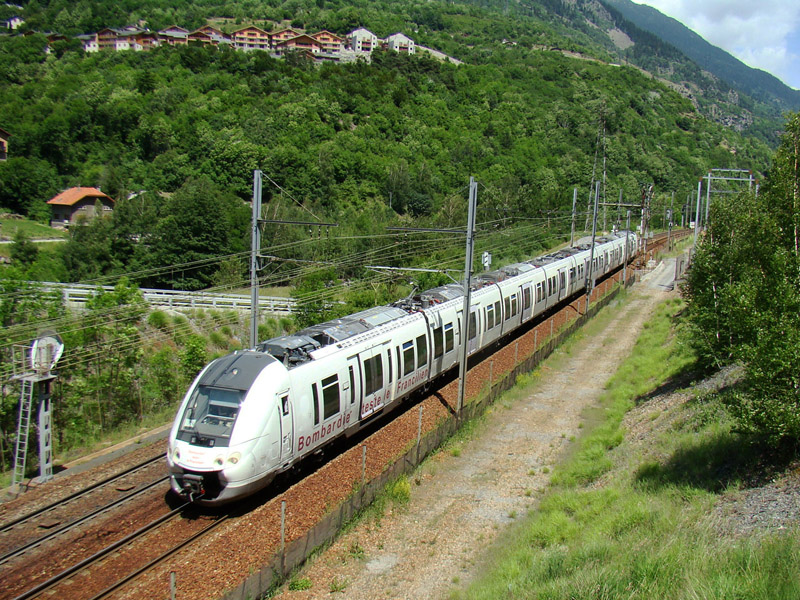
Test de funcționare a primului tren (Z 50001/2) pe linia Maurienne în coborâre de la Modane spre Saint-Jean-de-Maurienne, în iunie 2009.

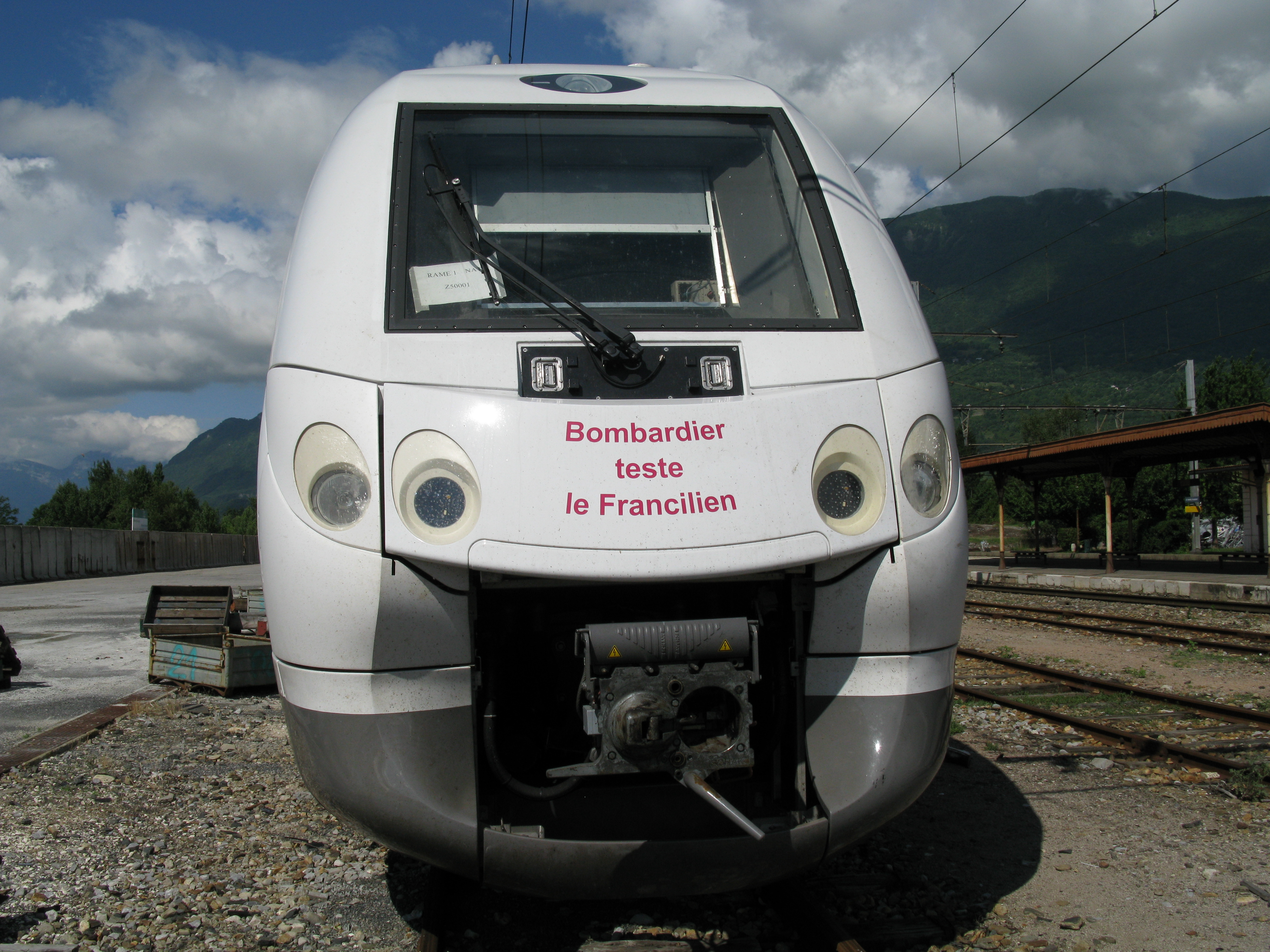
Trenul de test parcat la Saint-Pierre-d'Albigny (Savoie), în iunie 2009.

În aceeași perioadă, trenurile 2 și 3 efectuează studii în apropiere de Saint-Pierre-des-Corps; trenul 3 execută o navetă între Angers și Nantes-Blottereau cu alimentarea de 25 kV în perioada 24 iunie-3 iulie. Trenul 4 face primele probe de noapte între stațiile de St-Denis și de Montsoult—Maffliers, apoi continuă probele între Epernay și Vitry-le-François. Trenurile 6 și 7 permit omologarea nivelului de sunet la trecerea prin tunel, respectiv câmpurile electromagnetice radiate în mediu. Uneori însoțite de trenurile 2 și 4, au efectuat, de asemenea, teste de alimentare într-o singură unitate și în unități multiple. În timpul verii, trenul 4 a fost văzut pe linia Causses, sau între Toulouse și Castelnaudary, în regiunea Midi-Pyrénées, caz în care circulă cu un pantograf de tip Midi, pentru a respecta modelul de electrificare foarte special de pe această linie.
Lucrări legate de accesibilitate sunt realizate în mai multe stații de pe linia H: peroanele originale, cu înălțimea de 55 cm, sunt ridicate la 92 cm pentru un acces adecvat la trenuri, ale căror uși sunt la 97 cm în înălțime. Stațiile din planul general de accesibilitate (în franceză Schéma directeur d'accessibilité, prescurtat SDA) dintre Luzarches și Paris (inclusiv stațiile Paris-Nord, Groslay și Luzarches) au fost primele modernizate. În iunie 2010, alte gări de pe linia H devin, de asemenea, pe deplin accesibile persoanelor cu mobilitate redusă, lucrarea fiind co-finanțată de către SNCF, RFF și STIF. Cu toate acestea, inadecvarea trenurilor noi pentru stațiile liniei a reprezentat o problemă, majoritatea stațiilor nefiind modernizate, iar accesul la trenuri era problematic.
Pe 3 septembrie 2009, un ceas instalat în stația de la Paris-Nord a început să numere ultimele o sută de zile rămase înainte de intrarea în serviciul comercial al noului tren. La 16 octombrie 2009, în timpul prezentării încercărilor climatice desfășurate la Viena, în Austria, Jean-Paul Huchon, președintele Syndicat des transports d'île-de-France (STIF), declară că ar dori să activeze opțiunea pentru 200 de rame la începutul anului 2010, pentru un total de puțin peste două miliarde de euro.
Pe 21 octombrie 2009, primul tren comercial, 8H (Z 50015/16), ajunge la Technicentrul din Joncherolles. În perioada următoare, patruzeci de mecanici ai liniei H sunt instruiți cu privire la noul tren; vor fi în cele din urmă 550 de mecanici doar pe această linie. În noiembrie, instituția publică de siguranța feroviară (EPSF) acordă omologarea noilor trenuri, autorizație necesară pentru a transporta în mod regulat călători pe rețeaua națională de căi ferate. Noul material este prezentat către presă și aleșii locali pe 4 noiembrie 2009 la Technicentrul Paris-Nord de la Joncherolles în Villetaneuse, în prezența lui Jean-Paul Huchon, Guillaume Pepy, președintele SNCF, și Jean Bergé, președintele Bombardier Transportation Franța. O nouă schemă de vopsire roșie, verde și gri, care este de așteptat să fie treptat implementată pe tot materialul rulant din Île-de-France, este dezvăluită cu această ocazie. Un al doilea tren (9, Z 50017/18) este livrat pe 4 decembrie.

### Inaugurarea și traseele inițiale
Trenul inaugural a circulat pe linia H, plecând din Luzarches în direcția Paris-Nord sâmbătă 12 decembrie 2009 la ora nouă având la bord 300 de pasageri dintre clienții obișnuiți ai liniei. La sosirea din Paris au participat Jean-Paul Huchon, președintele regiunii Île-de-France și Guillaume Pepy, președinte al SNCF, trenul plecând apoi în prima cursă comercială în direcția Luzarches (transportul pe linia H era gratuit în acea după-amiază). În cele din urmă, trenul a fost expus între ora 15 și 18 la linia 36 a gării Paris-Nord. În ziua inaugurării au circulat două trenuri: numărul 8 (Z 50015/16) și numărul 9 (Z 50017/18). Traseul inaugural a avut codul de misiune NAT0, de la numele proiectului. Deși fusese prevăzută inițial pentru 13 decembrie 2009, intrarea în serviciul comercial a fost amânată cu o zi din cauza unei greve a mecanicilor. În programul de iarnă 2010, trenurile Francilien asigurau trei trase tur-retur între Paris-Nord și Luzarches în afara orelor de vârf, de la 10 la 18.

Rama nr. 8 (Z 50015/16)
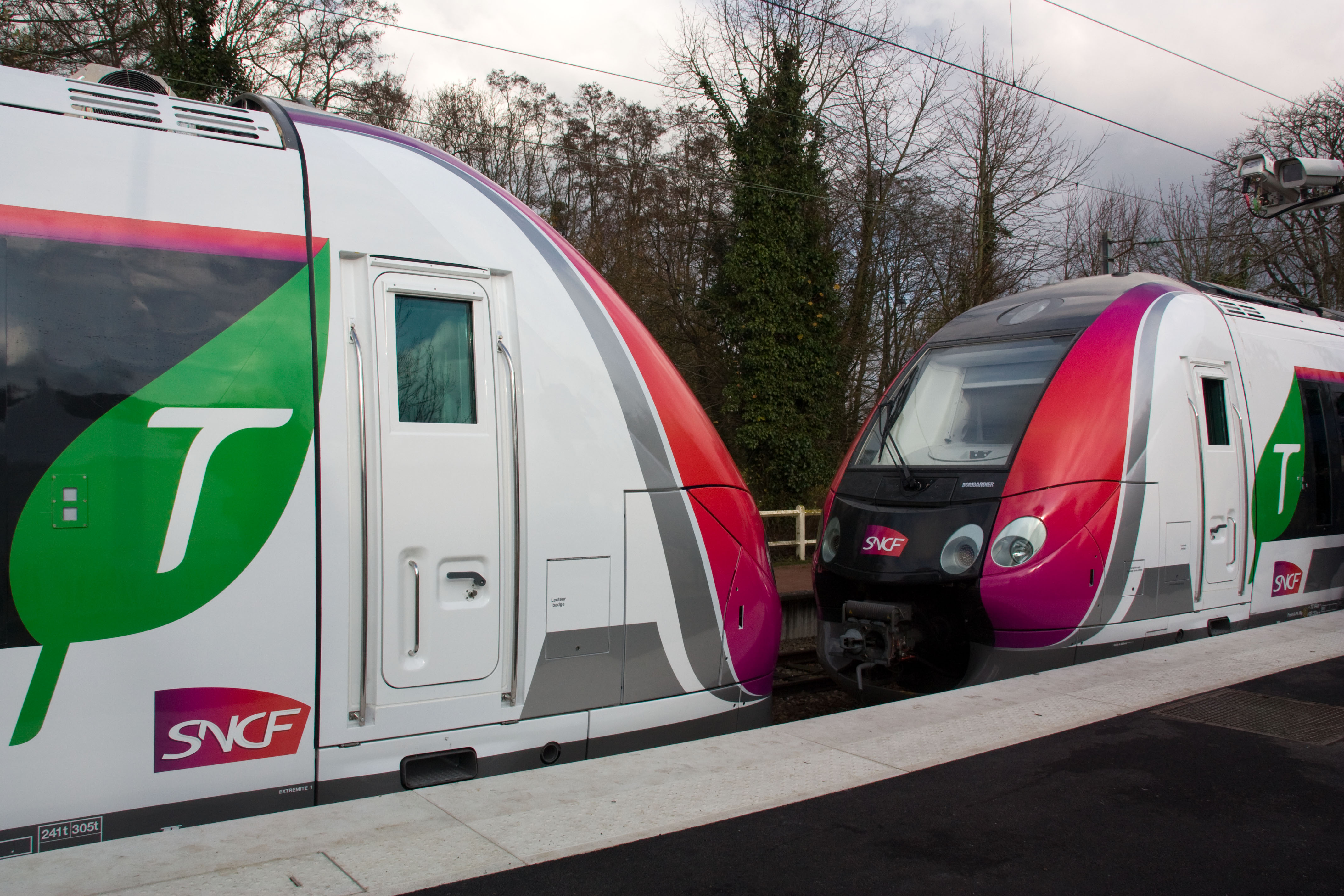
Cele două rame Z 50015/16 și Z 50017/18 la același peron în ziua inaugurării.
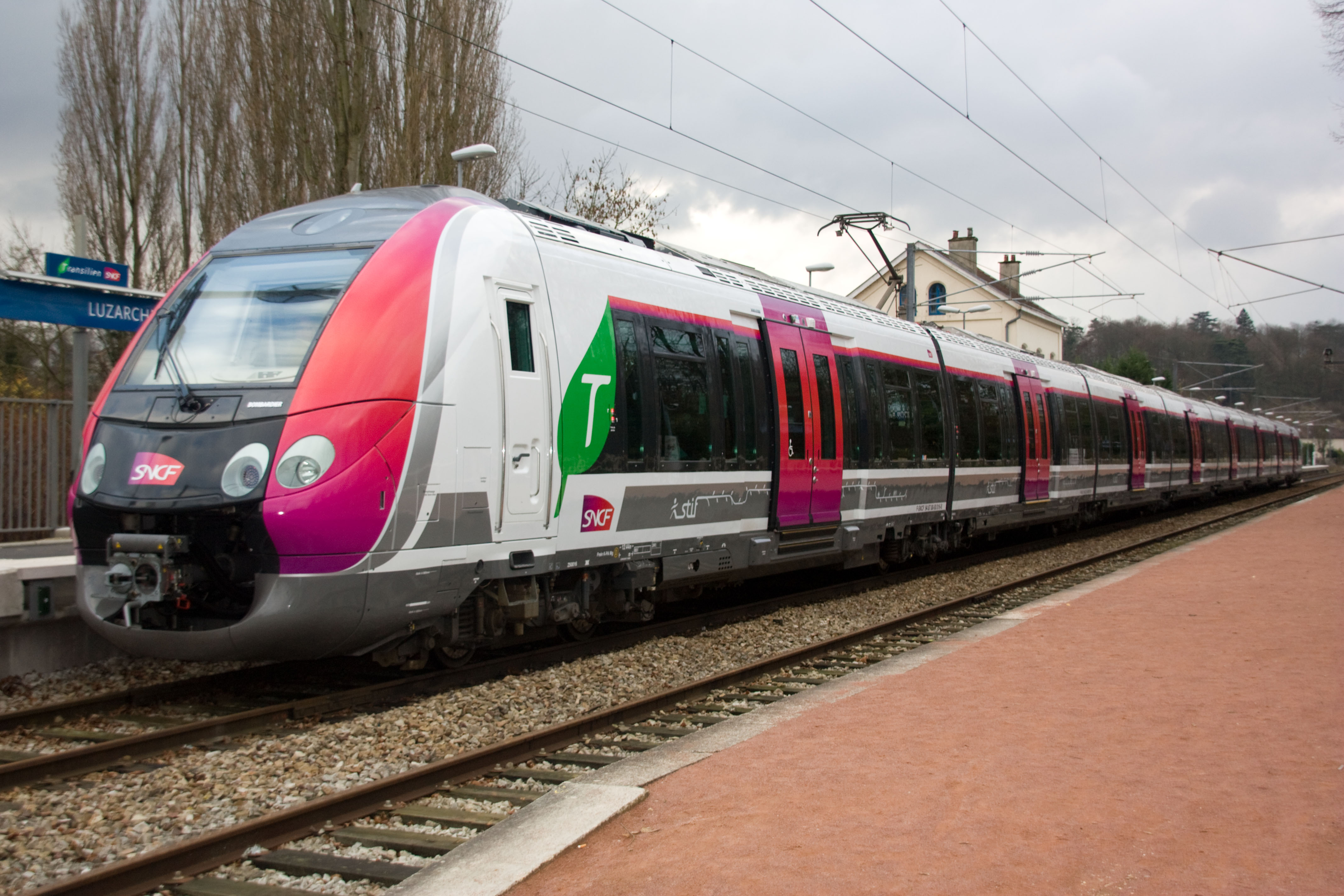
Rama Z 50015/16 în gara Luzarches înaintea inaugurării.
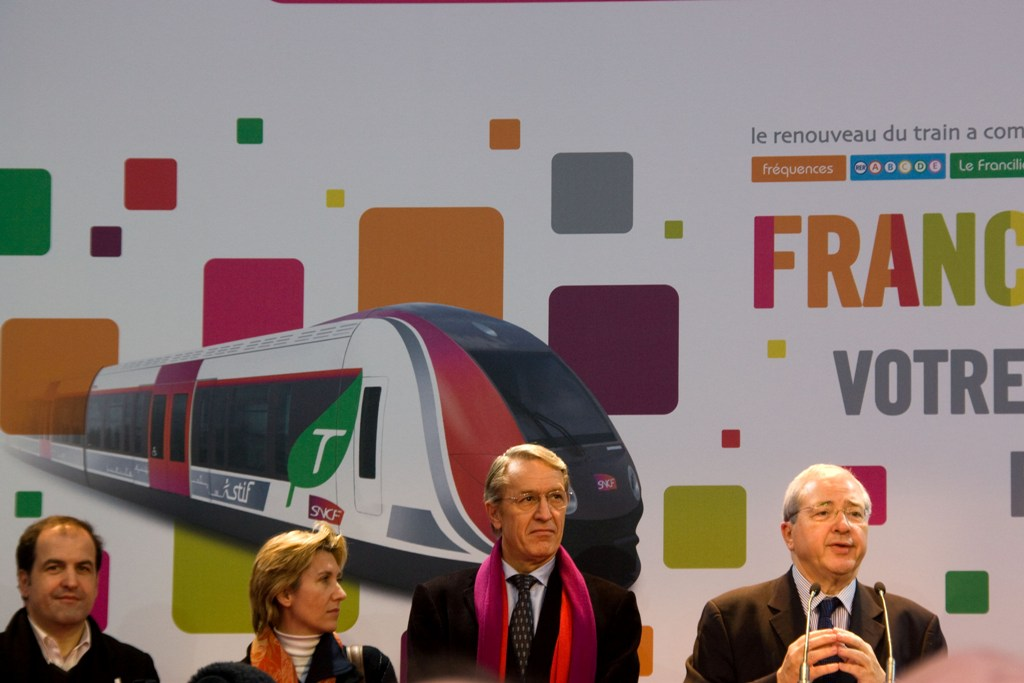
Discursul lui Jean-Paul Huchon în gara Luzarches.
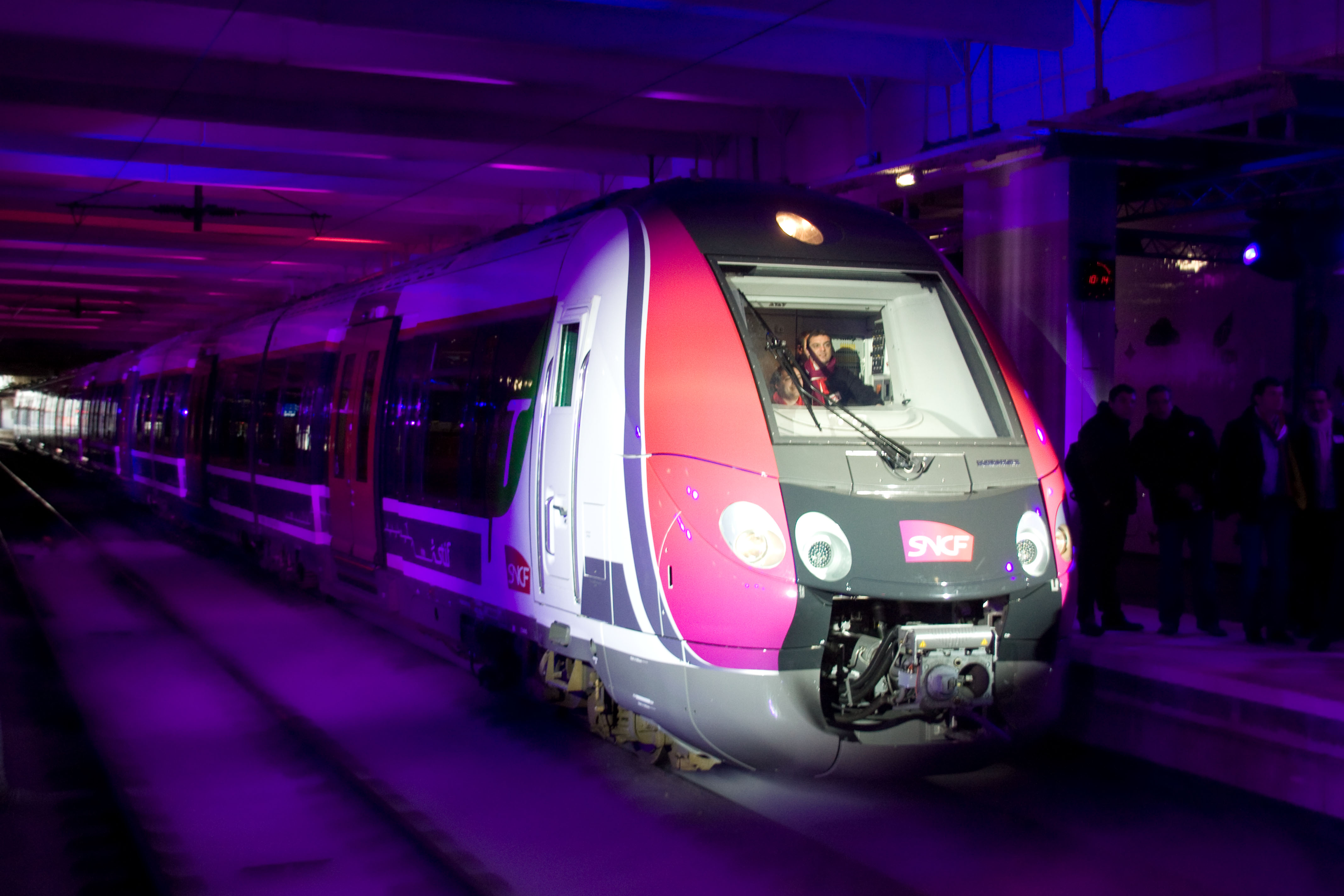
Rama Z 50015/16 la inaugurarea din gara Paris-Nord pe 12 decembrie 2009.

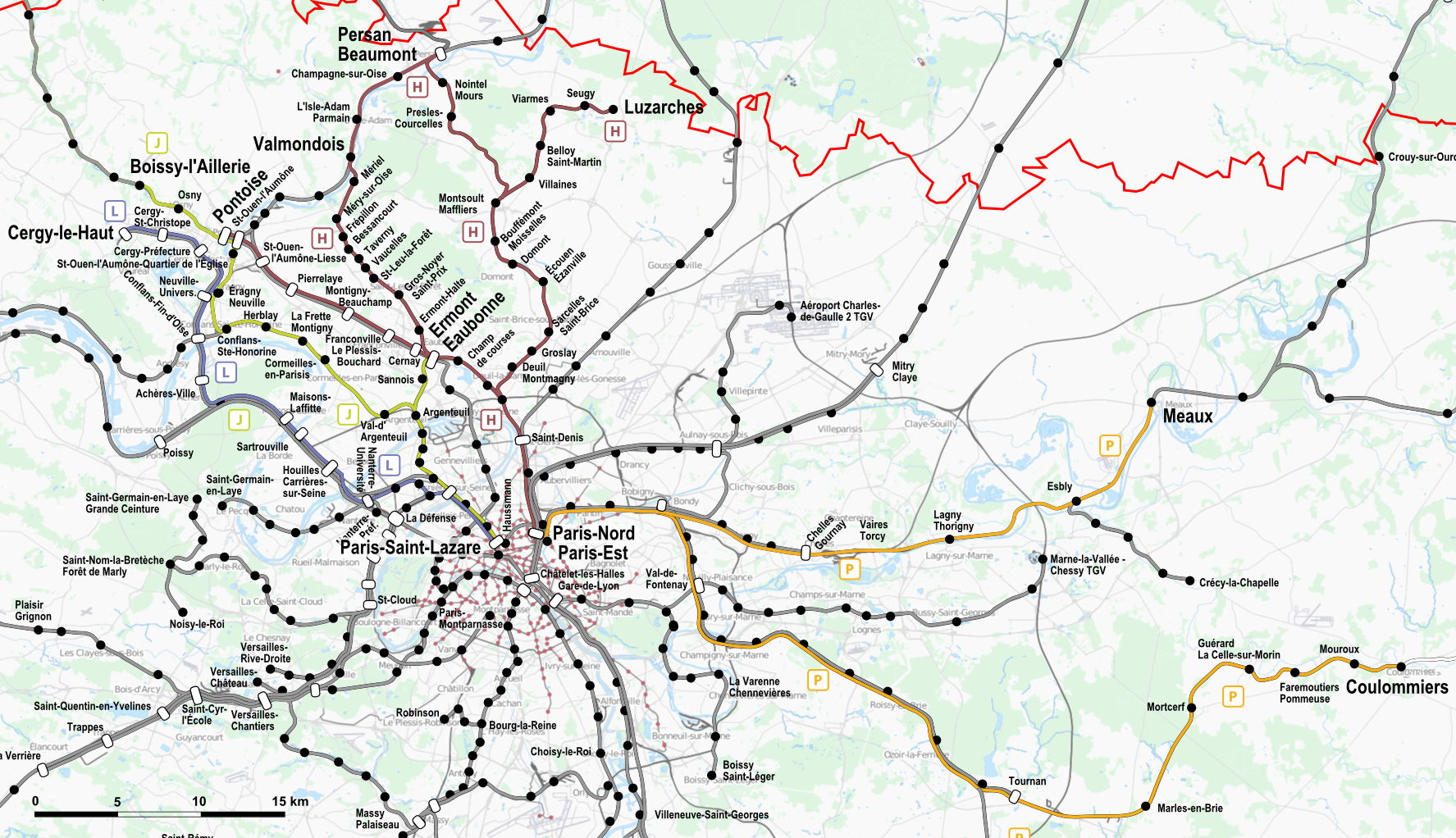
Distribuția pe linii a ramelor Z 50000 din 2009 până în 2015.

Primele două trenuri Z 50000 au fost livrate către SNCF pe 21 octombrie și pe 4 decembrie 2009, pentru a efectua teste și pentru instruirea mecanicilor. Alte două trenuri urmează să fie livrate în perioada ianuarie-februarie 2010, și apoi alte două în martie-aprilie. Aceste prime șase trenuri de serie sunt utilizate în serviciul comercial până la sfârșitul lunii aprilie 2010 în afara orelor de vârf, pentru a permite acomodarea cu materialul. Din mai 2010 era estimată livrarea a 28 de rame pe an până în decembrie 2015. Ritmul a fost ulterior crescut la 40 de rame pe an, pentru o ultimă livrare în aprilie 2015, în loc de decembrie.
La începutul anului 2010, în timp ce primele trenuri livrate sunt angajate în serviciul comercial, alte rame continuă testele, în special cele de trafic în mai multe unități și de anduranță. Se vor întoarce în cele din urmă toate la uzina de producție din Crespin pentru livrarea către SNCF. Vagonul central al trenurilor 2, 3, 4, 6 și 7, care era de tip scurt, este înlocuit cu un vagon lung.
Livrarea celor 172 de trenuri comandate de SNCF trebuia să aibă loc, potrivit primelor estimări, între octombrie 2009 și aprilie 2015, după cum urmează: 82 de rame la Paris-Nord, 55 pentru Paris-Saint-Lazare (versiune scurtă) și 35 la Paris-Est. O tranșă opțională de 200 de rame urmau să fie livrate începând cu 2016:
- Linia H : 82 de trenuri lungi pe axa Paris-Nord – Luzarches de la sfârșitul anului 2009 la mijlocul anului 2010, Paris-Nord – Persan-Beaumont prin Montsoult-Maffliers între jumătatea anului 2010 și începutul anului 2011, Paris-Nord – Persan-Beaumont prin Valmondois și Paris-Nord – Pontoise de la începutul anului 2011 până în iunie 2012.[37][41][42] Axa transversală Pontoise – Creil a liniei H, precum și linia K nu sunt incluse din cauza înălțimii reduse a peroanelor;[43]
- Liniile J și L : 55 de trenuri scurte, în perioada ianuarie 2013-octombrie 2014[37][42] pe axele:
  - Linia J: Paris-Saint-Lazare – Pontoise via Conflans și Paris-Saint-Lazare – Ermont-Eaubonne,
  - Linia L: Paris Saint-Lazare – Cergy-le-Haut și Paris-Saint-Lazare – Nanterre Université;
- Linie P: 35 rame lungi (20 livrate din iulie 2012 până în ianuarie 2013 și restul din octombrie 2014 până în iunie 2015) pe axele Paris-Est – Meaux și Paris-Est – Coulommiers.[37][42]

### Probleme la punerea în funcțiune

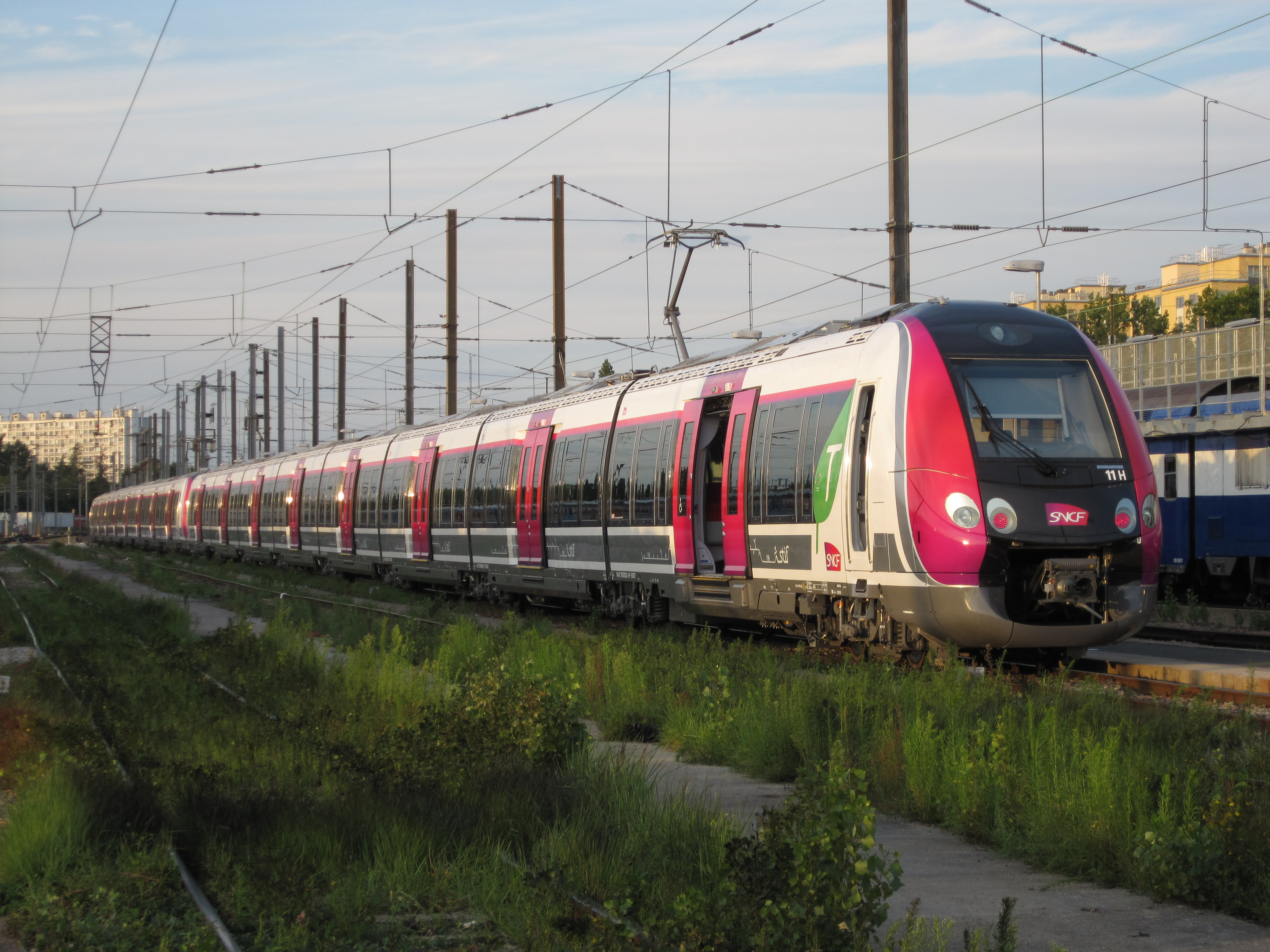
Două trenuri Z 50000 la Technicentre Paris-Nord, în Joncherolles, în august 2010. Panele recurente ale noilor trenuri au schimbat calendarul de livrări.

Cu toate acestea, dificultățile întâmpinate de noile trenuri au modificat programul inițial de livrare. Dacă inițial nouă trenuri trebuiau livrate până la sfârșitul lunii mai, cincisprezece la sfârșitul lunii august și douăzeci și cinci până la sfârșitul anului 2010, acest număr a fost redus de două ori din cauza panelor și a problemelor persistente. SNCF nu a dorit să continue recepționarea trenurilor produse până la soluționarea a două probleme majore: traficul în mai multe unități (UM) și validarea ghidului de depanare informatizată (GDI), probleme care au condus operatorul feroviar să ceară însoțirea mecanicului de către un cadru superior din serviciul tracțiune și un tehnician de la Bombardier.
Traficul în mai multe unități este în cele din urmă rezolvat pe 3 iulie 2010. Din 7 iulie, trei servicii zilnice între Paris și Luzarches sunt efectuate în mai multe unități, dar numai în afara orelor de vârf, la mijlocul zilei. Mișcarea în UM are loc la orele de vârf din luna august de la Paris la Luzarches și de la Persan la Beaumont. Ritmul de producție de trei garnituri de tren pe lună se reia în septembrie.
Pe 4 noiembrie 2010, călătorii au fost blocați peste o oră într-un tren în pană la Écouen–Ézanville (numai zece minute, potrivit companiei), ușile fiind încuiate: în tren, utilizatorii rămân fără lumină, fără ventilație și fără informații, difuzoarele fiind defecte. Din cauza acestui nou incident, un utilizator solicită oprirea operării noului tren în direcția Paris-Nord, în numele „principiului precauției”. Această cerere este însoțită de depunerea unei plângeri împotriva SNCF la procuratura din Pontoise, pentru punerea în pericol a vieții călătorilor.
La începutul lunii martie 2011, programul de livrări este din ce în ce mai întârziat: numai 18 trenuri sunt livrate, comparativ cu 31 specificate în contract. Pe 4 martie 2011, ca urmare a numărului mare de probleme acumulate, STIF a publicat un comunicat de presă în care cere președinților SNCF și Bombardier să prezinte un plan de acțiune pentru a corecta cât mai repede disfuncționalitățile. STIF subliniază, de asemenea, că întârzierea livrărilor, evaluată la două luni, ar trebui să fie în întregime recuperată până în iunie, ajungându-se la 40 de rame livrate, conform promisiunilor producătorului.

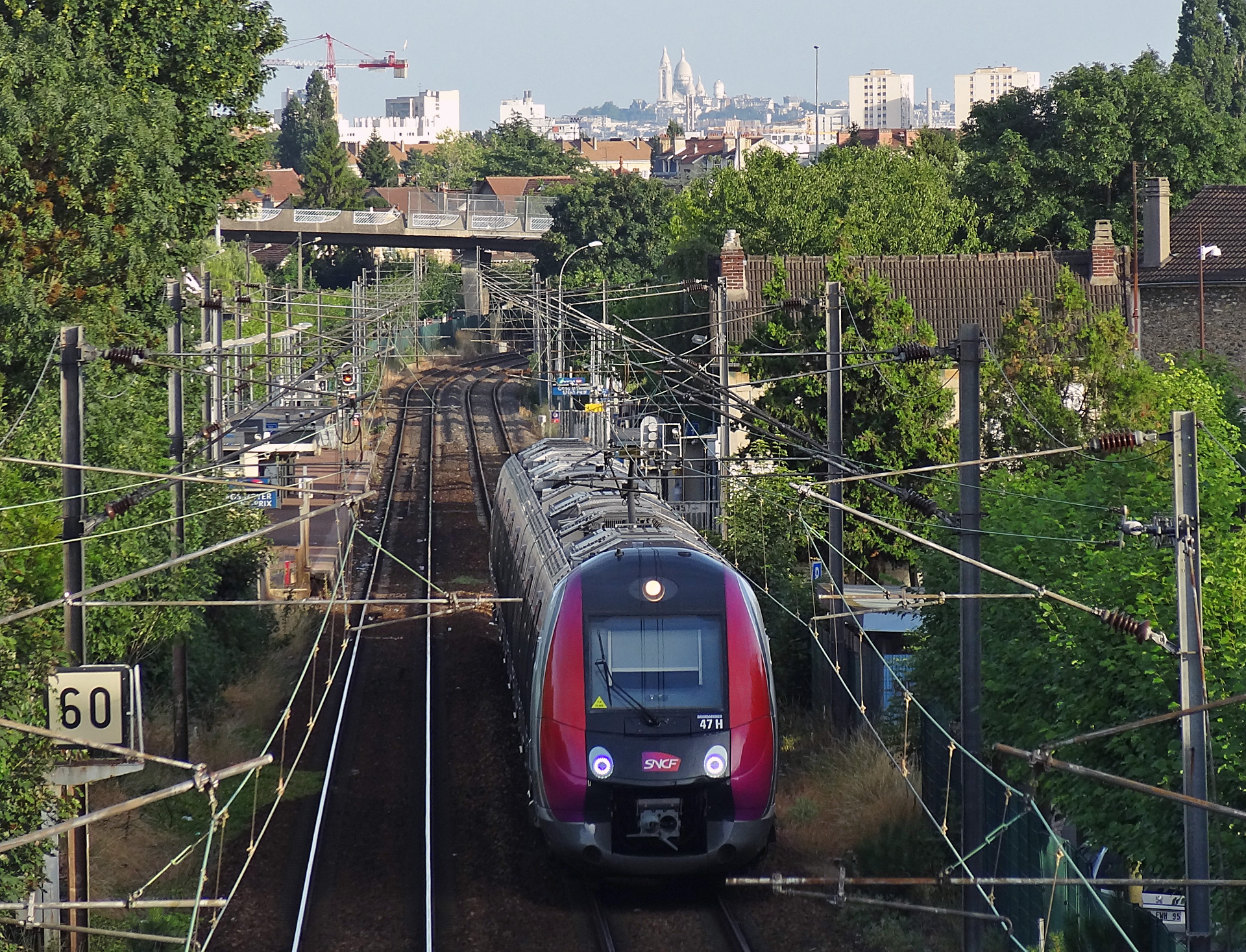
Trenul 47 H pleacă din stația Gros Noyer - Saint-Prix, de pe linia Ermont - Eaubonne în luna august 2013.

Bombardier se așteaptă să anuleze întârzierea la sfârșitul lunii iunie 2011, în măsura în care la situl de producție continuă să se adune trenuri noi, o a doua bandă de producție fiind pusă în funcțiune în ianuarie. Patru noi trenuri sunt produse în fiecare lună, dar nu sunt acceptate de către operator. Dar pe 21 martie 2011, la cererea SNCF, în acord cu STIF, și având în vedere absența unor îmbunătățiri semnificative, Bombardier se vede obligat să suspende furnizarea trenurilor, ca urmare a prea multor probleme, cele douăzeci de trenuri livrate până la această dată fiind mai mult în depou decât în serviciu comercial. În fapt, rata de probleme s-a dovedit a fi de zece ori mai mare decât limitele stabilite prin contract, și chiar mai mare decât cea a altor materiale mai vechi: rata de probleme a ajuns până la o mie de incidente la un milion de kilometri, comparativ cu 80 prevăzute în contract.
Călătorii sufereau în mod regulat din cauza penelor care făceau să fie anulate multe curse, sau cauzau înlocuirea trenurilor lungi cu trenuri scurte în orele de vârf, dar și din cauza opririlor neprevăzute pe traseu sau a blocării ușilor în stații. Majoritatea incidentelor se concentrează la sistemul de închidere a ușilor, cel de scări mobile, precum și sistemul informatic al trenurilor. Cu toate acestea, deși livrările sunt suspendate pe parcursul mai multor luni, trenurile apte pentru serviciu continuă să asigure serviciul pe liniile Paris-Nord-Luzarches și Persan - Beaumont prin Montsoult, în scopul de a testa soluțiile recomandate de către producător. Cele douăzeci de rame livrate rulează timp de paisprezece zile, asigurând 115 trenuri zilnice pe linia H. Un maxim al traseelor este asigurat în UM în scopul de a testa diverse configurații.
Inițial era planificată introducerea trenurilor Z 50000 pe ramurile de nord-vest ale liniei H a Transilien din aprilie sau mai 2011. Sosirea acestora este, într-o prima fază, amânată pentru luna iunie, data programată de reluare a livrărilor în acel moment. Pentru aceasta este pornită activitatea de adaptare a stațiilor din ramurile Pontoise și Valmondois (lărgirea gabaritului pentru acest material rulant mai mare). Între 4 și 8 aprilie 2011 sunt realizate probe de noapte între Paris și Pontoise, pentru a pregăti pentru sosirea Z 50000 pe această linie. Aceste probe se concentrează în principal pe funcționarea corectă a dispozitivului de conducere de către un singur mecanic, a balizelor ușilor și a dispozitivelor de acoperire al distanței până la peron. Cu toate acestea, Z 50000 ajunge pe aceste linii de-abia în luna septembrie 2011, livrările de trenuri noi fiind suspendate până în această lună. În același timp, Regiunea și SNCF pretind despăgubiri de la Bombardier pentru prejudiciul suferit, anumite surse indicând o posibilă reziliere a contractului, negată în mod oficial de oficialii de la SNCF și STIF.

### O fiabilizare progresivă

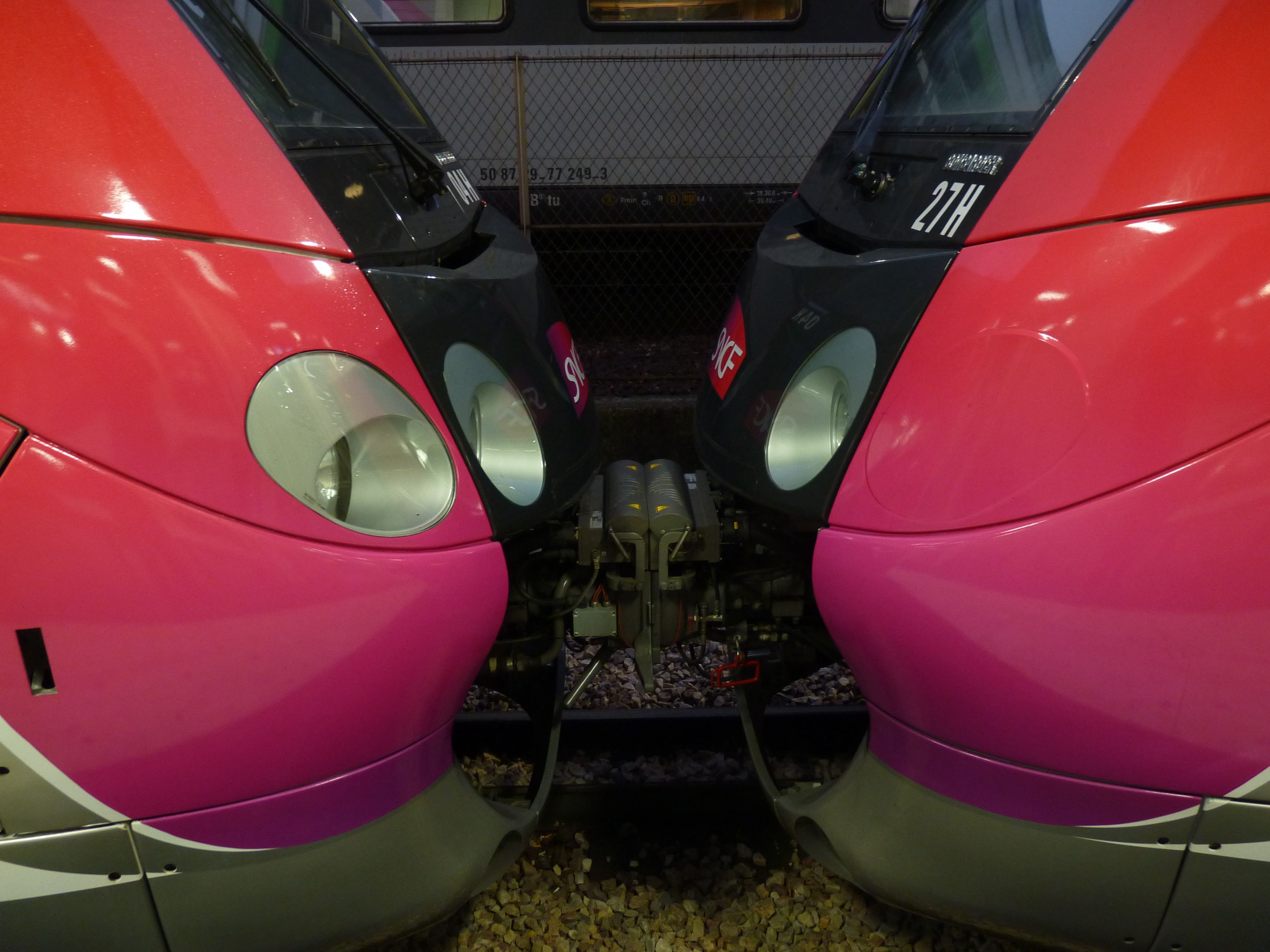
Reamenajarea ramelor produse a condus la o schimbare a farurilor, cu folosirea unor blocuri optice cu LED-uri unice pentru faruri și stopuri.

Programată inițial în luna iunie 2011, reluarea livrărilor este amânată până în luna septembrie, vara fiind folosită pentru a crește fiabilitatea ramelor. Materialul a trecut pe timpul verii de un milion de kilometri parcurși. Pe 26 septembrie 2011, SNCF și Bombardier ajuns la un acord, sub rezerva anumitor condiții, pentru reluarea livrărilor de trenuri. Acest acord era o consecință a îmbunătățirii semnificative a fiabilității echipamentelor, chiar dacă aceasta rămâne semnificativ mai mică decât fiabilitatea vechilor trenuri, și a deciziei făcute de SNCF de a realiza un proces de solicitare intensă a componentelor înainte de schimbarea de servicii din 11 decembrie 2011. Livrările, care au fost reluate cu rama 26 H pe 4 octombrie, permit eliberarea spațiului din unitatea de producție, în Crespin, care era aproape de saturație cu până la douăzeci și patru de trenuri stocate în așteptarea livrării. Ramele sunt recepționate într-un ritm precaut, câte una pe săptămână; acest lucru permite aglomerarea sitului de întreținere Joncherolles cu trenuri nefiabilizare, precum și testarea ramelor, care ia mai multe zile și nu poate fi realizată cu mai mult de 2-3 trenuri simultan.
Reluarea livrărilor are și scopul de a ajunge la patruzeci de trenuri la sfârșitul anului 2011 pentru linia H, din care 33 sunt în circulație. Trenurile încep apoi să opereze pe axele Paris–Pontoise și Paris–Persan–Beaumont de Valmondois pe 9 noiembrie 2011. Este necesară deci renovarea gării Épluches pentru a se adapta noilor trenuri. La sfârșitul lunii decembrie 2011, livrările sunt din nou suspendate, în scopul de a crește fiabilitatea trenurilor deja livrate. Se reia în martie 2012, la o rată de două trenuri pe lună.
Paralel cu dezvoltarea hardware-ului, au loc mai multe modificări în cadrul procesului de producție, ceea ce duce la modificarea primelor trenuri livrate, ele revenind treptat la uzină. Sosirea trenului 26 H în octombrie 2011, marchează adoptarea unui nou bloc optic roșu/alb în loc de două blocuri optice separate pentru far și stop. Acest bloc optic, testat pe trenurile Z TER Mooviter, este dotat cu LED-uri care pot să emită atât lumină albă, cât și roșie.. Pe primele trenuri livrate cu această schimbare, locul vechilor faruri era ascuns, el dispărând complet în vagoanele cele mai recente. În urma testelor efectuate pe rama 12 H, difuzoarele din partea din față a trenului au fost mutate pentru a asigura o mai bună recepționare, precum și pentru respectarea standardelor de expunere la zgomot pentru mecanic. Noile dispozitive sunt plasate de o parte și de alta a cuplei automate Scharfenberg.
Îmbunătățirile făcute de către producător au dus la atingerea unui nivel de fiabilitate acceptabil din vara lui 2012. În consecință, SNCF a acceptat continuarea livrărilor de trenuri într-un ritm constant până la sfârșitul anului 2012, la o rată de șase trenuri pe lună până în noiembrie și 5 trenuri în decembrie. Ultimul tren din comanda de 82 de trenuri a fost livrat în ianuarie 2013 și a permis eliminarea materialului rulant vechi de pe linia H. Aceste trenuri vor fi redistribuite cu excepția elementelor Z 6100, toate casate din cauza vârstei lor.
Operațiunile de reabilitare sunt, de asemenea, efectuate pe parcursul anului 2012 și au fost finalizate în toamna anului respectiv: o aducere la nivel a primelor 20 de rame livrate este realizată în fabrică și un upgrade de cabluri pentru toate trenurile este implementat pe situl SNCF din Landy. Nivelul ridicat de zgomot al anunțurilor la bordul trenurilor, deranjant pentru mulți călători, a făcut, de asemenea, obiectul unei schimbări de soft finalizată în martie 2012. Această modificare duce la o reducere semnificativă a volumului de 6 dB(A). La sfârșitul acestor operațiuni, îmbunătățiri suplimentare sunt avute în vedere de către producător și operator, în scopul de a îmbunătăți fiabilitatea trenurilor.
În vara anului 2012, două trenuri sunt dirijate temporar la technicentrele Paris-Est (situl Noisy-le-Sec) și Paris-Saint-Lazare (situl Val-Notre-Dame), în scopul de a valida facilitățile și de a identifica zonele în care este nevoie de îmbunătățiri în vederea viitoarelor livrări. Testarea are loc între 20 și 31 august 2012, între Paris și Lagny, în scopul de a verifica, în special, gabaritul disponibil, noile trenuri fiind mai mari decât actualul parc. La sfârșitul lunii septembrie, mecanicii de la Paris-Est au început formarea pe simulatoare înainte de a trece pe trenurile reale începând cu 8 octombrie. Punerea în funcțiune a primelor trenuri pe axa Paris-Est – Meaux (linia P), care era inițial planificată în luna martie sau aprilie 2013, are loc pe 11 februarie 2013, cu primul tren în serviciu comercial. Aceasta este urmată în data de 14 iulie 2013 de punerea în funcțiune pe secțiunea de pe linia Paris-Saint-Lazare spre Bécon-les-Bruyères și Nanterre-Université (linia L), după o fază de testare pornită pe 16 februarie 2013. Relația de la Paris la Coulommiers va fi echipată cu Z 50000 în ultimul trimestru din 2013, în timp ce liniile de la Paris-Saint-Lazare-Ermont-Eaubonne și Pontoise vor fi echipate în 2014 și 2015.
La 4 aprilie 2014, Guillaume Pepy, președintele SNCF, în compania lui Jean-Paul Huchon, președintele regiunii Île-de-France și STIF, a inaugurat primul tren Francilien Z 50000 de pe linia J a Transilien.

### Comenzile de trenuri suplimentare
Pe 11 decembrie 2013, Syndicat des transports d'Île-de-France (STIF), în cadrul consiliului său de administrație a aprobat achiziționarea a patruzeci și trei de elemente suplimentare, în scopul de a dota liniile H (6 trenuri) și K (18 trenuri lungi suplimentare) și mai apoi L (19 trenuri scurte suplimentare) ale rețelei Transilien, înlocuirea trenurile din inox, cu condiția ca Réseau ferré de France (RFF) să finalizeze lucrările de modernizare a rețelei feroviare și a infrastructurii necesare. Investițiile reprezintă mai mult de 900 de milioane de euro, sumă finanțată în cote egale de către STIF și SNCF în cadrul contractului STIF/SNCF.
Aceste achiziții au făcut obiectul primelor două opțiuni exercitate în 2014 și 2015, și sunt detaliate în secțiunile de mai jos.

#### Prima opțiune
Pe 2 iulie 2014, Consiliul STIF a aprobat acordul de finanțare pentru 22 de trenuri suplimentare (față de 24 cerute inițial în consiliul din 11 decembrie 2013) pentru a dota liniile H (ramura Pontoise) și K (Paris Nord/Crépy-en-Valois) ale rețelei Transilien în locul vagoanelor inox.

#### A doua opțiune
Pe 6 mai 2015, Consiliul STIF a aprobat acordul de finanțare pentru 19 trenuri suplimentare, după cum fusese prevăzut în ședința consiliului din 11 decembrie 2013, pentru o sumă de 177,6 millioane euro. Concepute pentru a fi utilizate pe linia L a Transilien, în special pe axa Paris-Saint-Lazare – Versailles-Rive-droite / Saint-Nom-la-Bretèche, livrarea lor a început în noiembrie 2016 și este de așteptat să continue până în septembrie 2017.

#### A treia opțiune
Pe 30 martie 2016, Consiliul STIF a aprobat acordul de finanțare pentru 12 rame suplimentare în scopul de a dota liniile L și H (îmbunătățiri ale ofertei de transport), pentru o sumă totală de 121,5 millioane euro.

#### A patra opțiune
Pe 15 noiembrie 2016, Consiliul STIF a aprobat acordul de finanțare pentru 52 de rame suplimentare în scopul de a continua înlocuirea unor echipamente de pe liniile I și J. Livrarea acestora este programată din martie 2018.

#### Opțiuni viitoare
STIF poate comanda încă 95 de trenuri suplimentare, în cadrul contractului care o leagă la Bombardier. În urma Consiliului din 15 noiembrie 2016, STIF a indicat faptul că una sau două opțiuni suplimentare ar putea fi activate până în 2018, în scopul de a permite echiparea completă a rețelei Paris-Saint-Lazare (liniile J și L) cu trenuri noi, la fel ca rețeaua Paris-Nord (liniile H și K), precum și introducerea acestor trenuri pe ramura Paris-Est – Provins (linia P, odată ce aceasta va fi complet electrificată, începând din 2019).

## Consecințe asupra materialului rulant al Transilien

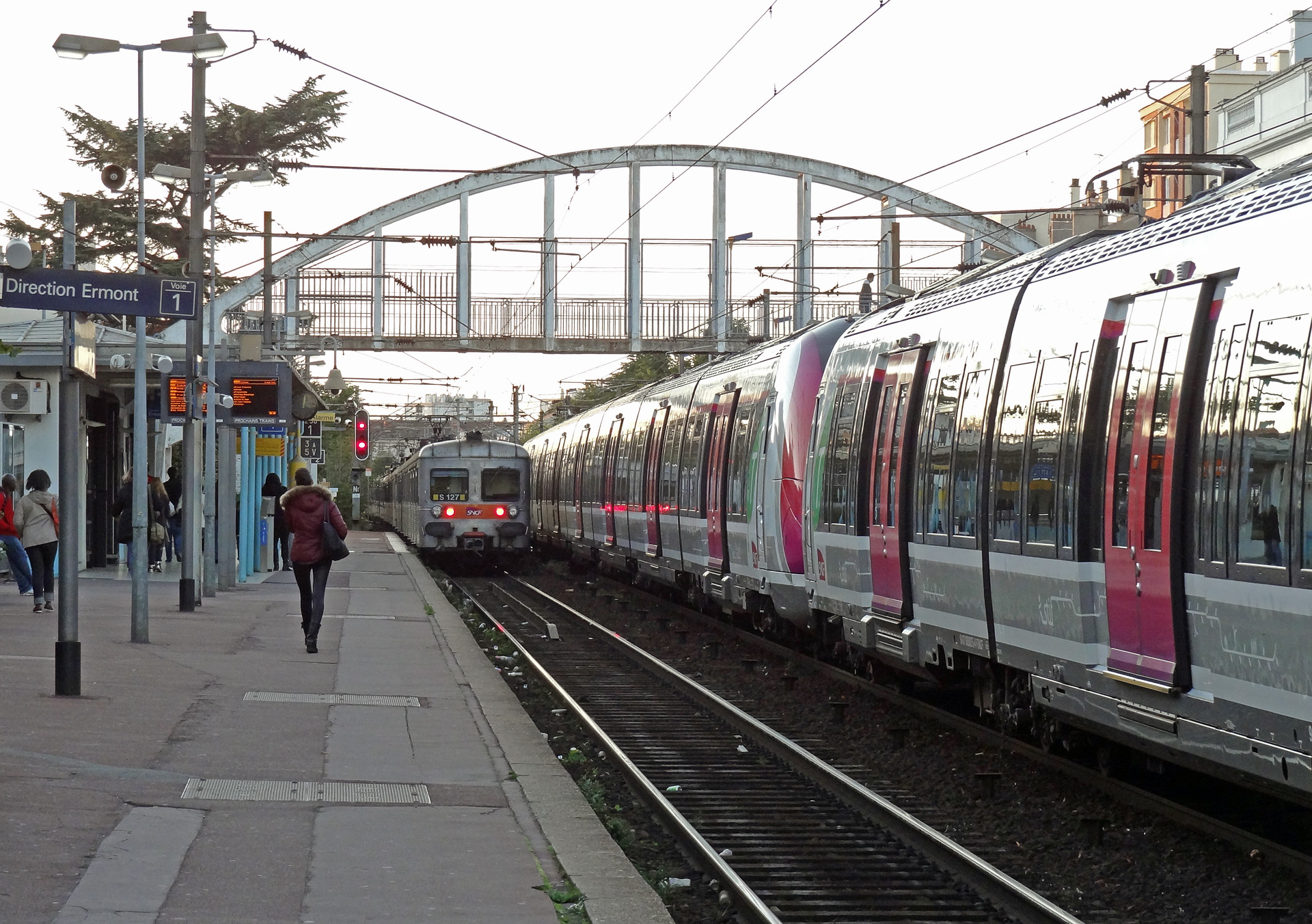
În toamna anului 2012, încrucișare în stația Enghien-les-Bains a unui Z 50000 cu un Z 6100, tip de trenuri vechi eliminat definitiv în timpul iernii 2012-2013.

După punerea în funcțiune a celor 172 de trenuri, 20% din trenurile de rețeaua Transilien vor fi noi. Livrarea Z 50000 va elibera alte echipamente operate pe liniile în cauză, precum trenurile cu două etaje de tip Z 20500 și VB 2N, care pot fi apoi redistribuite pe alte linii. Mai mult decât atât, această redistribuire va permite omogenizarea parcurilor de material rulant pe fiecare rețea și va facilita întreținerea.
Vârsta medie a parcului de material rulant nu a scăzut decât cu un an: 23 de ani în medie, în 2009 (comparativ cu 17 ani, în 2004) și 22 de ani în 2015. Această comandă a fost insuficientă pentru a elimina materialul vechi încă în activitate la acea dată: dacă elementele din oțel inoxidabil Z 6100 sunt eliminate, vor continua să circule șaisprezece trenuri Z 5300 la Villeneuve (care vor dispărea după sosirea Régio2N pe linia R a Transilien), treizeci și trei trenuri de patru vagoane RIB și mai multe rame din oțel inoxidabil de tip omnibus (RIO), tractate de douăzeci și trei locomotive BB 17000 pe transversala Pontoise – Creil, precum și relația Paris Nord – Crépy en Valois și cinci BB 67400 pe relația Paris-Est – La Ferté-Milon.

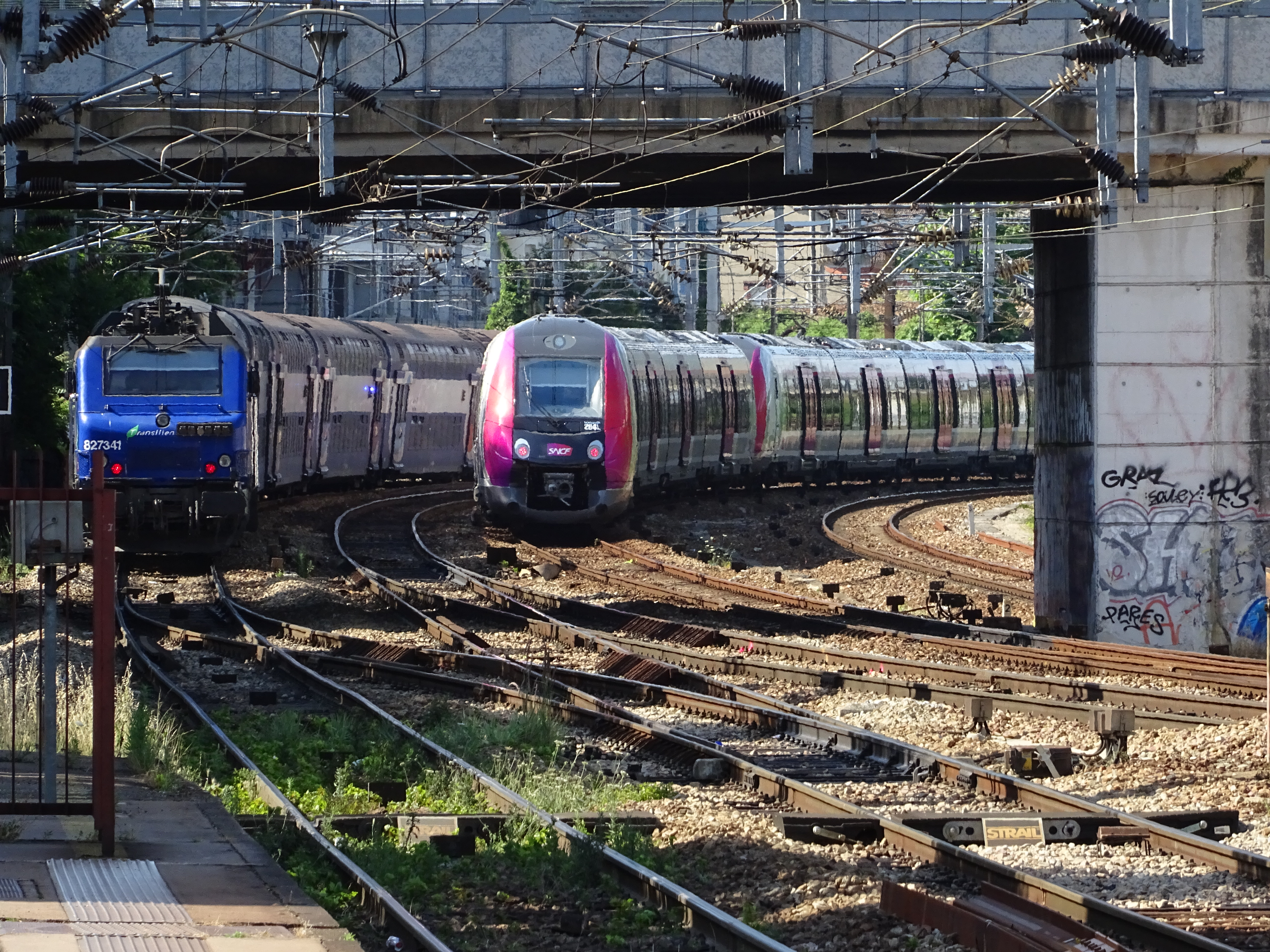
VB 2N este un alt tip de tren înlocuit parțial de Francilien. Aici, Francilien și VB 2N la ieșirea din gara Argenteuil, în iulie 2017

Doar opțiunile ulterioare activate de  STIF pentru 70 de trenuri Z 50000 vor elimina aceste materiale datând din anii 1960 și 1970. Înlocuirea Z 6400 se va face printr-o comandă suplimentară de Z 50000, în timp ce primele versiuni de VB 2N și de Z 2N (Z 5600 și Z 8800) este încă luată în considerare de STIF, dar s-ar baza mai degrabă pe material rulant tip RER cu două etaje, derivat din MI 09, sau pe Régio2N cu trei uși pe fiecare parte, de la același producător. În octombrie 2012, în cadrul actualizării master planului pentru material rulant adoptat de STIF în 2009, direcția de exploatare a SNCF preconiza achiziționarea unui număr de 42-97 de noi elemente Z 50000. Acesta din urmă trebuiau comandate înainte de mijlocul anului 2014, pentru a asigura nevoile atât pe termen scurt cât și pe termen lung, ținând cont de creșterea ofertei și în planul de reînnoire a parcului vechi.
În cele din urmă, STIF a decis, pe 11 decembrie 2013 să achiziționeze patruzeci și trei de exemplare suplimentare (patruzeci și unu cumpărate în realitate) pentru a înlocui la orizontul anilor 2016/2017, trenurile din oțel inoxidabil RIB-RIO tractate de locomotive.

## Distribuire între depouri
Până pe 27 octombrie 2017 fuseseră livrate 215 din cele 277 de exemplare comandate. Acestea sunt împărțite după cum urmează:
- 100 de exemplare sunt atribuite liniilor H și K. Ele sunt întreținute în Technicentre Paris-Nord;
- 41 de exemplare sunt atribuite liniei P a Francilien și liniei E a RER. Ele sunt întreținute în Technicentre Paris-Est situat în Noisy-le-Sec, în Seine-Saint-Denis;
- 74 de exemplare, cu șapte vagoane (față de opt vagoane pentru liniile H și P), sunt atribuite liniilor J și L. Ele sunt întreținute în depoul din Levallois.[71]

## Amenajare

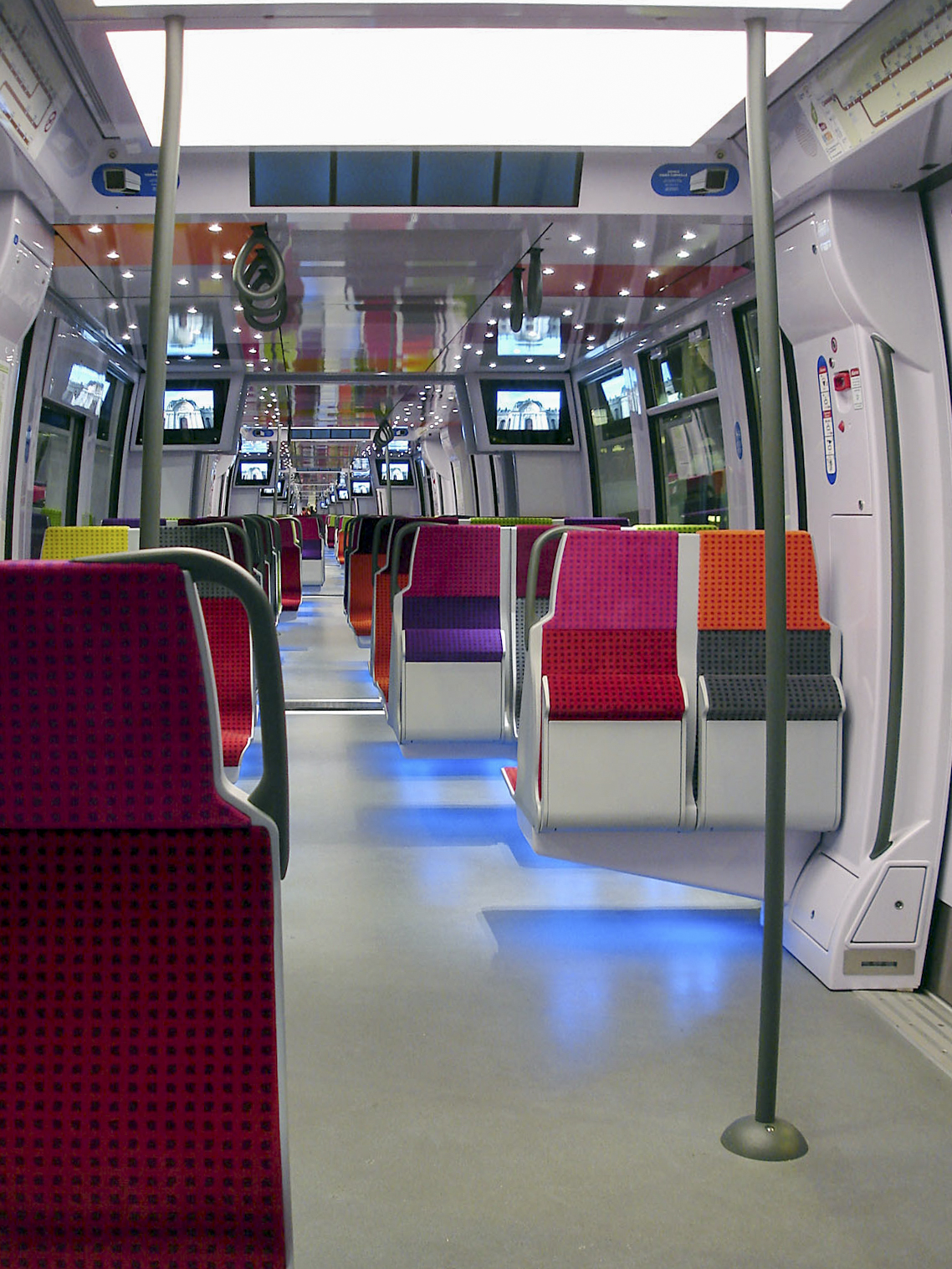
Interiorul unui tren Francilien.

### Trenuri mari și spațioase
Trenurile, care aparțin familiei Spacium 3.06 Bombardier, au o lățime 3,06 m. Acest lucru este posibil prin utilizarea de vagoane scurte, cu o lungime de 13,24 m ce permit respectarea gabaritului UIC în curbă, vagoanele Z 20500, de exemplu, măsurând 24 sau 26 m lungime și 2,89 m lățime. În fapt, acest material era cel mai larg al parcului SNCF în 2012. Trecerile între vagoane au aceeași lățime ca și vagoanele, după modelul trenurilor MP 89 sau MF 01 de la metroul din Paris, oferind o senzație de spațiu, o mai bună distribuție a pasagerilor în vagoane și o mai mare siguranță prin evitarea izolării călătorilor în afara orelor de vârf.
Concepute pe un singur nivel, cu o podea aflată la 970 mm de calea ferată, cu treceri între vagoane cu o lățime de 2.300 mm, acestea sunt ușor accesibile și permit o mai bună distribuție a pasagerilor și un timp de așteptare mai mic în stațiile cu peroane de 920 mm. Niciun aparat nu împiedică fluxul de pasageri, fiind plasate pe acoperiș sau sub podea. Vagoanele de la capetele trenului sunt accesibile pentru utilizatorii în scaune cu rotile; acestea fiind dotate cu locuri dedicate, cu patru strapontine, și cu rampe compatibile cu stațiile cu peroane de 920 mm. Un vagon din fiecare tren are spațiu pentru biciclete și scaune rabatabile.
Accesul la bord se face prin uși duble de 1,95 m lățime, oferind acces la platforme cu lățimea de 2,70 m, ceea ce face posibile trei fluxuri simultane de 0,65 m fiecare. Aceste fluxuri sunt estimate la nouă sute de urcări și coborâri în timpul unei opriri în stație de patruzeci de secunde. Un tren are o ușă pe vagon și pe parte, activată de călători folosind un buton care este iluminat în verde când deschiderea este posibilă. O serie de „bipuri” sonore sunt emise atunci când ușile sunt deschise, pentru a ajuta persoanele cu deficiențe de vedere. Nivelul acestui sunet a fost obiectul unor plângeri de la călători, în unele trenuri nivelul zgomotului ajungând la 72 dB(A), limita maximă admisă conform standardelor în vigoare. Această problemă, identificată de către operator, a fost rezolvată în 2013.
Când o stație este dotată cu peron înalt, de 920 mm, accesul este direct, cu un decalaj de aproximativ zece centimetri. Atunci când stația este încă echipate de peroane joase, la 550 mm sau chiar mai puțin, o treaptă mobilă situată la 760 mm este scoasă la fiecare ușă pe partea cu peronul. Aceasta este poziționată automat la detectarea peronului de sistemul informatic al trenului, folosind un detector situat pe primul boghiu, partea peronului fiind determinată de un marker pe teren și o etichetă de pe margine. În mod similar funcționează rampele situate pe toate cele patru uși ale vagoanelor din capete, pentru a facilita accesul persoanelor cu mobilitate redusă sau a călătorilor cu cărucioare. Aceste rampe sunt puse în funcțiune numai când sunt detectate peroane înalte, permițând o diferență de nivel de maxim 3 cm.
Capacitatea unui tren în configurarea de bază, cu opt vagoane, este de 472 de locuri, 92 de strapontine, și maxim 922 de călători în orele de vârf, cu patru pasageri în picioare pe metru pătrat (zis și modul „confort”)și strapontinele ridicate. Trenurile scurte, cu șapte vagoane, oferă 380 de locuri, 74 de strapontine și maxim 760 de călători, în aceleași condiții. Aceste valori sunt, desigur, dublate în circulația cu mai multe unități.
Lățimea vagonului permite plasarea a cinci locuri în rând, oferind o lățime de 49 cm la umeri, un separator între scaune, tetiere și un culoar lat de 55 cm. Designul interior a fost definit de Bombardier, în colaborare cu firma PM Design. Scaunele Compin sunt acoperite cu țesătură ca de catifea, anti-sfâșiere, de opt culori variate, și împerecheate aleatoriu: zmeură, gri, galben, vin, portocaliu, roșu, vernil și violet.
Scaunele variază de la o configurație 3 + 2 în mijlocul vagoanelor, la 2 + 2 în apropierea trecerilor dintre vagoane Spațiul dintre rândurile de scaune este stabilit la 1,65 m, în loc de 1,54 m pe materialul rulant TER recent. Scaunele sunt montate pe o grindă consolă (cantilever), prinsă numai de pereții laterali, ceea ce permite o întreținere mai ușoară a trenurilor. Călătorii nu au rafturi pentru bagaje deasupra scaunelor sau în compartimentul dedicat. Pe de altă parte, în elemente de opt vagoane, vagonul 4 este amenajat pentru a primi biciclete, cu șase strapontine, dar fără prinderi pentru biciclete.
Trenurile nu au toalete, spre deosebire de alte materiale care circulă pe rețeaua Transilien. Această alegere permite un câștig de aproximativ patru locuri și elimină o sursă obișnuită de vandalism și nesiguranță. Acest lucru a fost considerat de STIF ca fiind compatibil cu durata medie a călătoriilor pentru care este folosit trenul, de la douăzeci la treizeci de minute. Cu toate acestea, unele curse în care serviciul ar trebui să fie furnizat de către acest tren depășesc cu mult aceste durate, de exemplu pentru Mantes-la-Jolie sau Coulommiers.

Echipament interior și accesibilitate
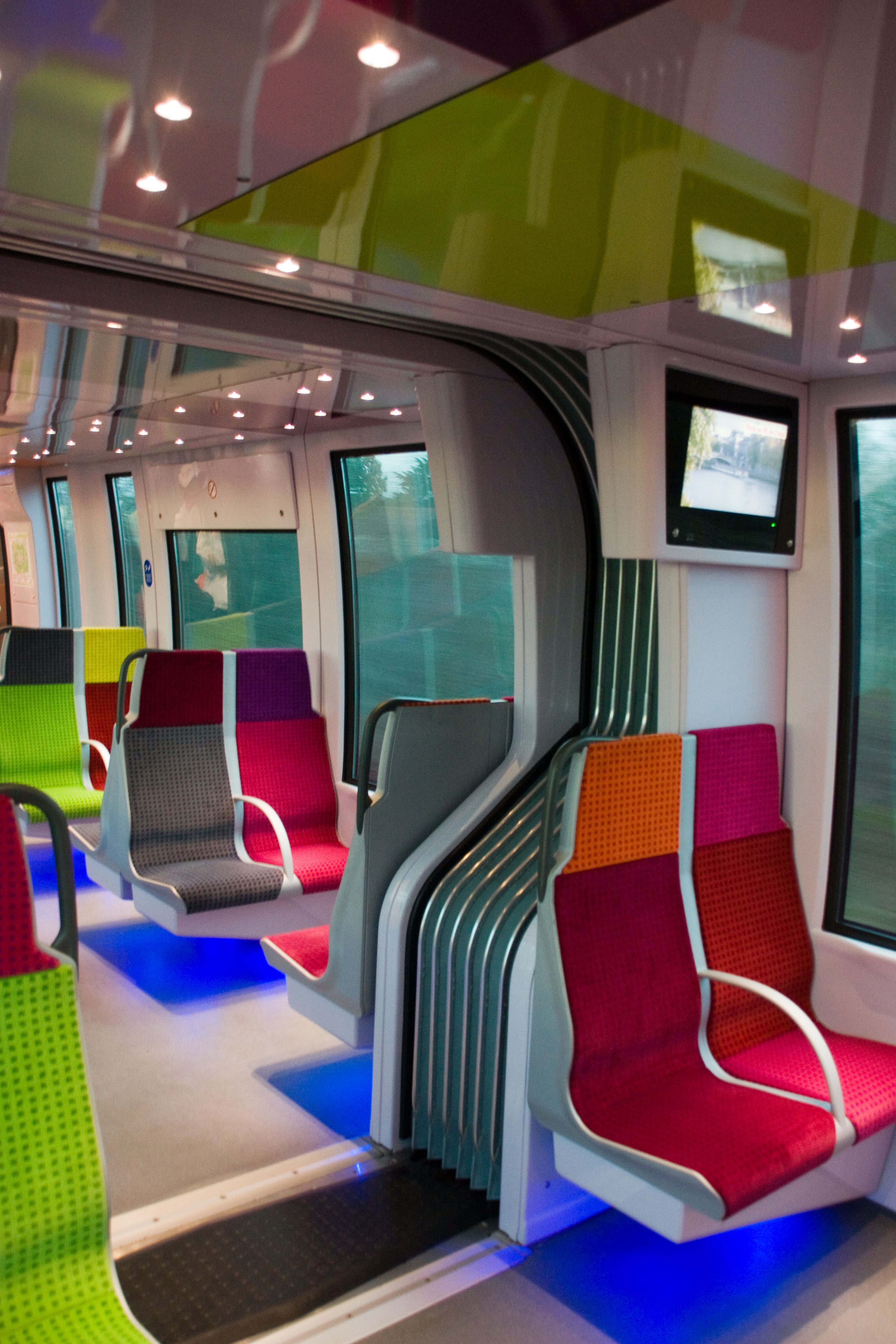
Locuri în apropierea burdufului dintre vagoane.
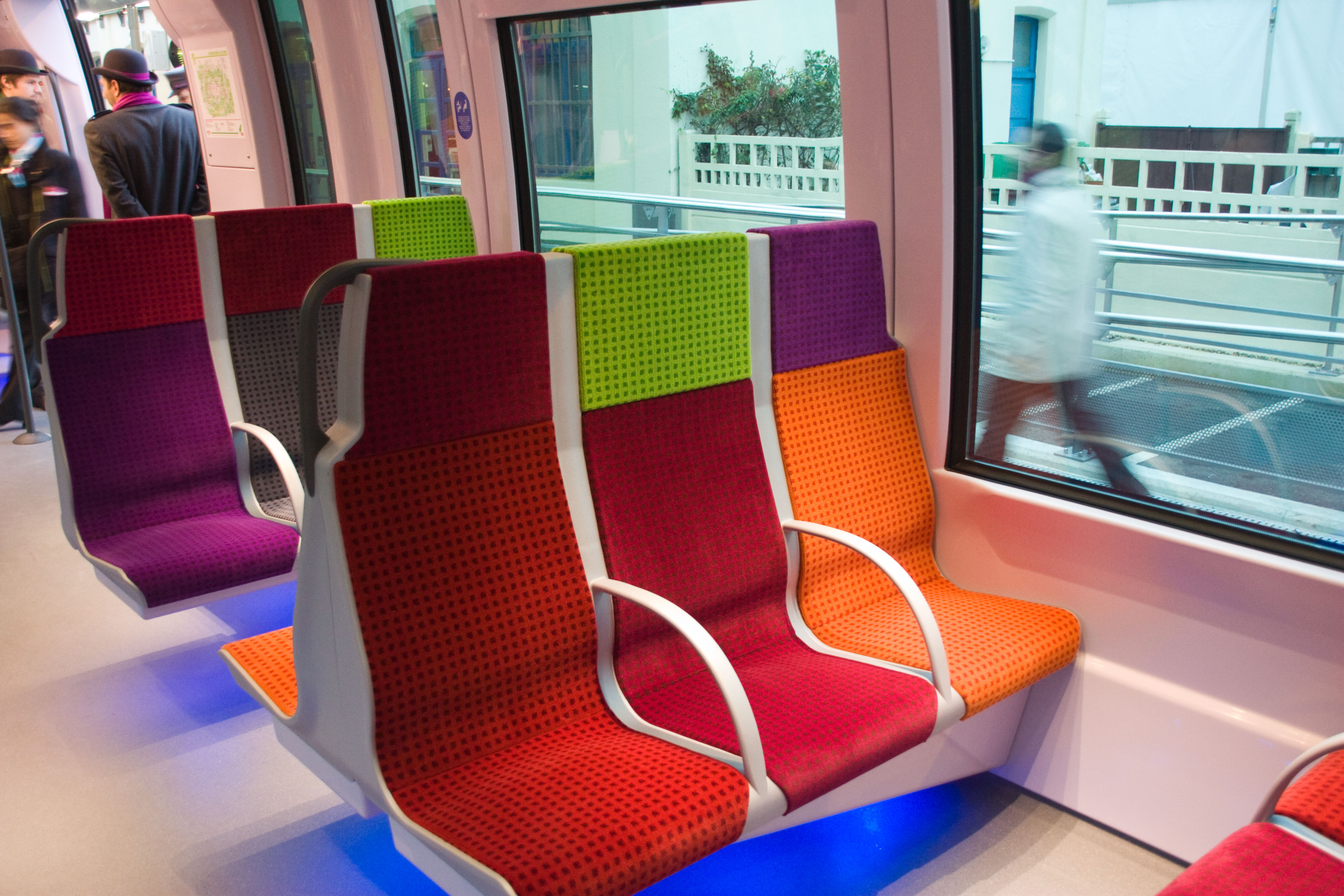
Scaune cu cotiere.
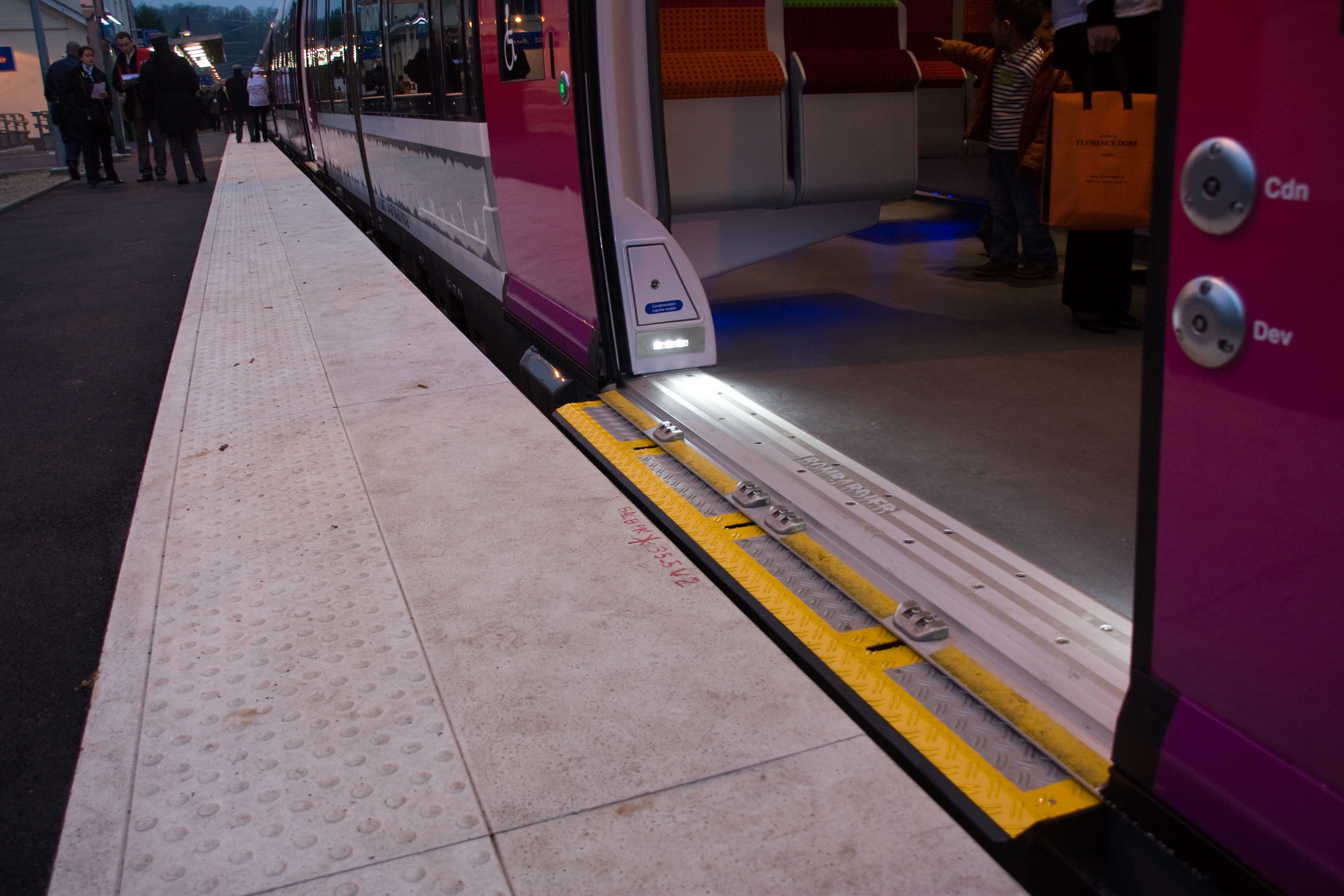
Rampă pentru accesul persoanelor cu mobilitate redusă.
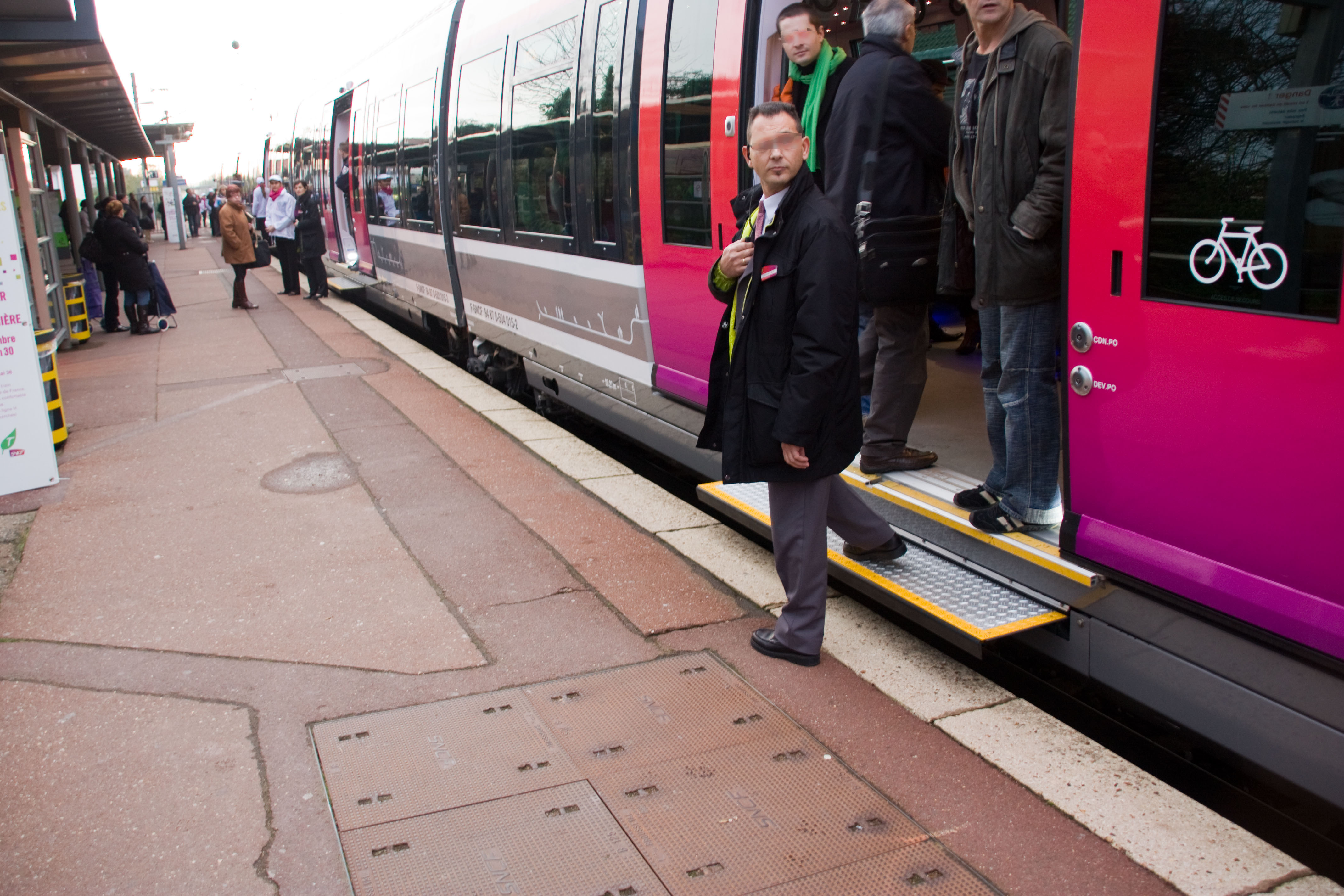
Treaptă retractabilă.

### Reglarea temperaturii și iluminare
Vagoanele au ferestre mari cu geamuri duble, cu 50 % mai multă suprafață vitrată în comparație cu echipamentele mai vechi. În plus față de câștigul de luminozitate, nu există bare la înălțimea ochilor să împiedice vederea la exterior. Ferestrele nu pot fi deschise, ca să evite o pierdere de eficiență a aerului condiționat, precum și aruncarea de gunoaie în exterior.
Trenurile sunt dotate cu aer condiționat, atât pentru cabinele mecanicilor, cât și în spațiile pentru călători. Acesta este reglat în funcție de încărcarea trenului de către un dispozitiv de numărare al pasagerilor la urcare, sub forma a cinci senzori cu infraroșu. Acest sistem face de asemenea posibil să se stabilească statistici de utilizare a trenurilor. Încălzirea este asigurată nu de radiatoare sub scaune, ci printr-o podea încălzită, care este o premieră la bordul unui tren. Acesta din urmă face posibilă eliberarea completă a podelei pentru un confort mai mare al pasagerilor, uscarea mai rapidă și o temperatură mai uniformă. Producătorul se angajează ca diferența de temperatură să nu depășească 4 °C pe întreaga lungime a unei garnituri de tren, precum și între picioarele și capul  călătorilor. Aerul cald este, de asemenea, aruncat de-a lungul fețelor interioare ale geamurilor, astfel încât acestea nu sunt reci la atingere în timpul iernii; același lucru se întâmplă cu aerul condiționat în timpul verii. Izolarea necesară pentru aerul condiționat asigură de asemenea un nivel redus de zgomot la bord, până la 60 dB(A) atunci când trenul este oprit, și de maxim 68 dB(A) atunci când se deplasează la viteza sa maximă, un standard comparabil cu materialul rulant recent de pe marile linii și TER.
Nuanța generală a interiorului trenului este alb, pe tavan fiind prezente și unele plăci colorate. Sistemul de iluminare a fost proiectat de Yann Kersalé, unul din specialiștii francezi în design luminos. Pentru prima dată într-un tren, iluminarea este complet asigurată de diode emițătoare de lumină (LED-uri), care permit reducerea de opt ori a energiei electrice necesare pentru iluminat în comparație cu trenurile anterioare. Acestea sunt încorporate în tavan pseudo-aleatoriu, formând un fel de cer înstelat. Sub scaune sunt instalate lumini albastre ce se reflectă în podea, ilustrând lipsa susținerii scaunelor. Culoarea în care sunt iluminate platformele variază în funcție de etapele de staționare (alb, la deschiderea ușilor pentru un iluminat eficient pentru urcarea/coborârea pasagerilor), de accelerare (albastru), sau de frânare (portocaliu) ale trenului. Luminatorul folosește un difuzor optic pentru a asigura amestecul de culori de bază, roșu, albastru și verde.

### Informarea călătorilor și supraveghere video
Informarea reprezintă a doua mare așteptare a călătorilor, după regularitate. Acest aspect a fost, prin urmare, luat în considerare în proiectarea echipamentelor. În exterior, trenurile sunt dotate cu panouri de afișare laterale, însă în față nu este publicat codul de misiune, ca la Z 2N. În interior, spațiile pentru călători vor beneficia de asemenea de un sistem de informații sonore și vizuale. Ecranele de informare sunt plasate pe platforme, dar rămân vizibile din toate locurile. Ele sunt compuse din două grupuri de patru ecrane pe platformă, sau 64 de ecrane pentru un tren de opt vagoane, și afișează alternativ următoarea stație, stația de destinație a trenului, și toate stațiile rămase de parcurs. Francilien este, de asemenea, primul material rulant capabil de a difuza în direct, informații transmise de către centrul de operațiuni Transilien (TOC) al liniei, ceea ce permite informarea pasagerilor în cazul unui incident și să propună, dacă este cazul, o rută alternativă. Acest sistem de informații de la distanță a fost botezat "Ogive" (în franceză outil de gestion de l'information voyageurs embarquée).
Anunțurile sonore automate completează informațiile și specifică stația de plecare, de destinație și stații deservite, destinațiile din stațiile de bifurcație, precum și următoarea stație deservită. Anunțuri de pre-înregistrate sunt disponibile pentru a fi difuzate de mecanic în cazul unui incident sau întârziere; acesta poate, desigur, și să facă direct anunțuri. Sistemul de sunet este reglat automat cu șase decibeli mai sus față de nivelul de zgomot ambiant.
Trenurile au, de asemenea, ecrane care pot difuza televiziunea digitală terestră (DTT), ceea ce reprezintă o premieră într-un tren public din Franța. Câte două ecrane sunt situate la capetele fiecărui vagon, ceea ce reprezintă 32 de ecrane pentru un tren de opt vagoane. Sunetul poate fi ascultat prin căști fără fir, care nu sunt furnizate utilizatorilor. Într-o prima fază au fost difuzate doar informații culturale, scurte secvențe de promovare a patrimoniului arhitectural și aspecte în legătură cu teritoriile traversate precum și știri regionale și vreme. Vagoanele sunt dotate cu camere de supraveghere amplasate la nivelul platformelor de acces (două camere pe fiecare platformă). Imaginile înregistrate sunt stocate pe un hard disk și păstrate timp de 72 de ore, după care acestea sunt suprascrise și șterse dacă nici un incident nu necesită păstrarea lor.

Ecrane de informare, numărarea pasagerilor, supraveghere video și informații culturale
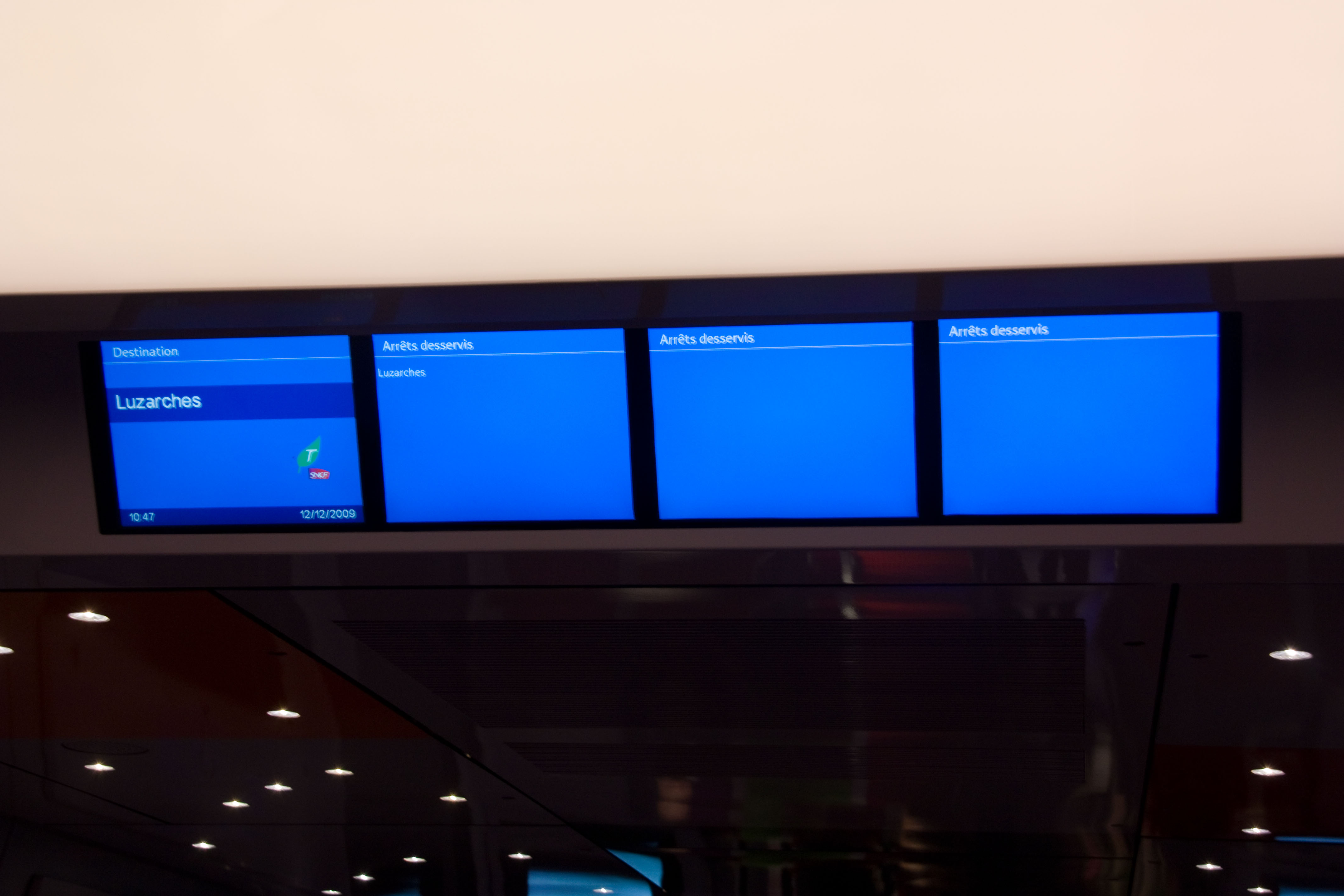
Ecrane de informații pentru pasageri indicând trenurile.
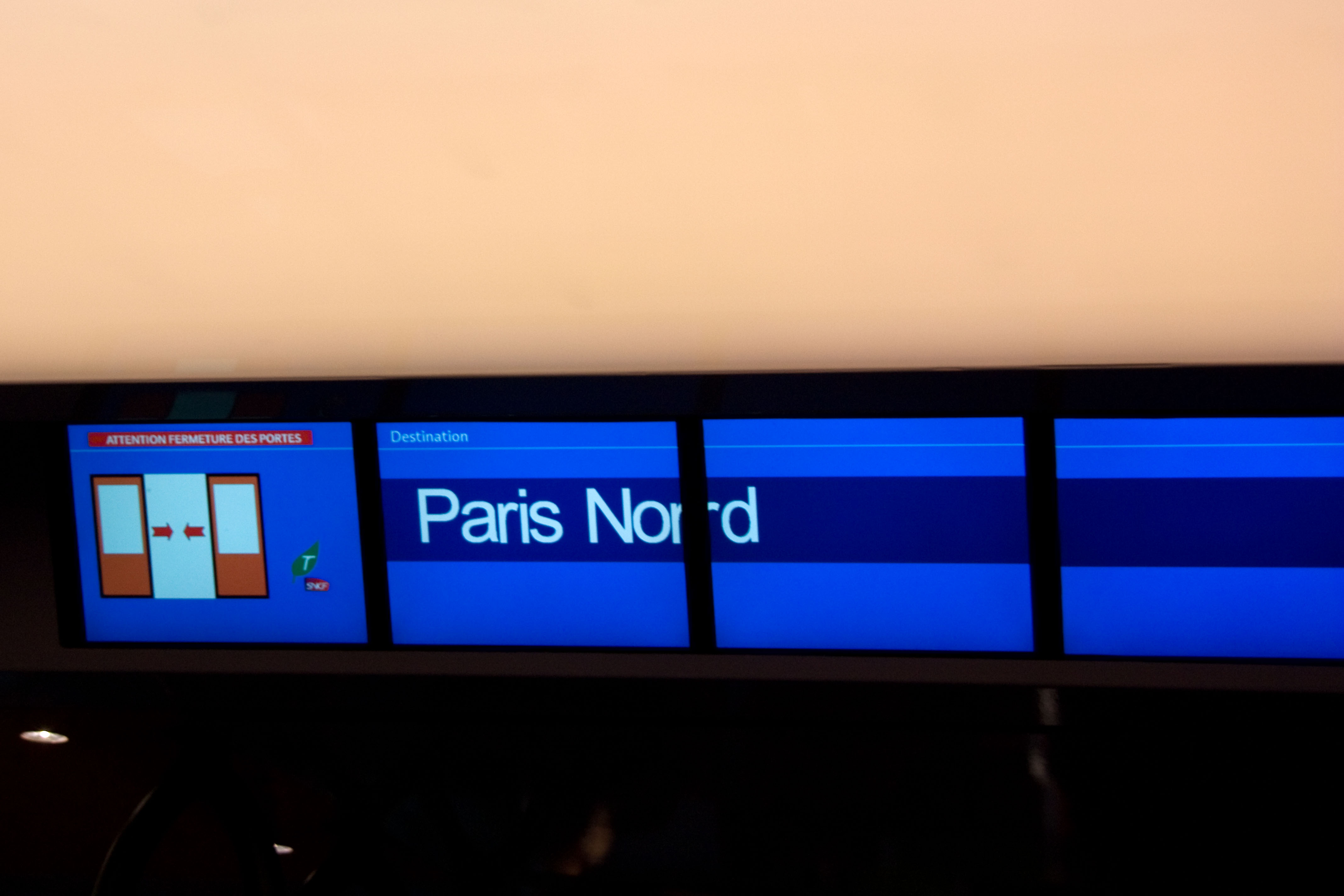
Ecrane de informații despre pasageri indicând închiderea ușilor.
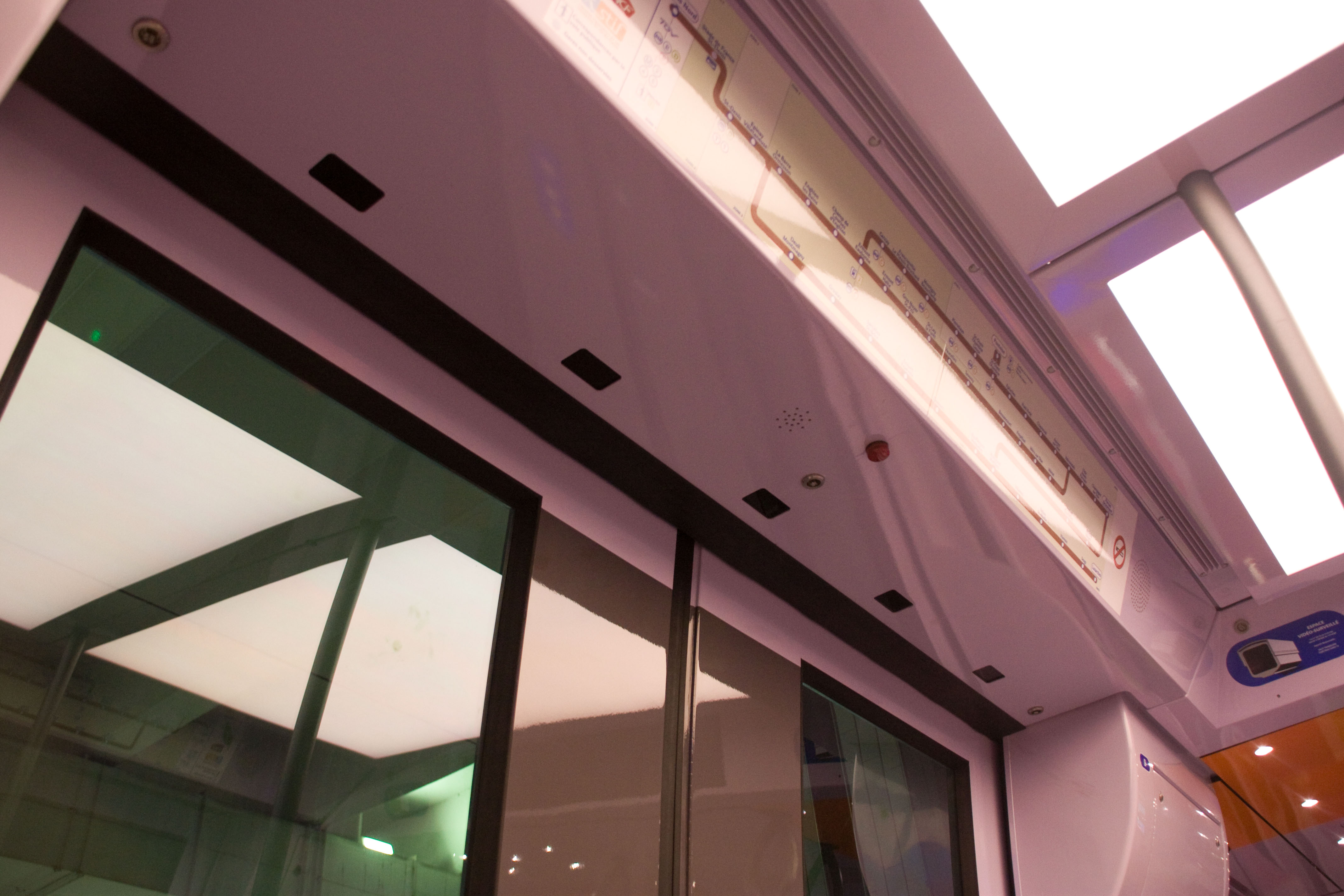
Sistem de numărare a călătorilor și cameră CCTV.
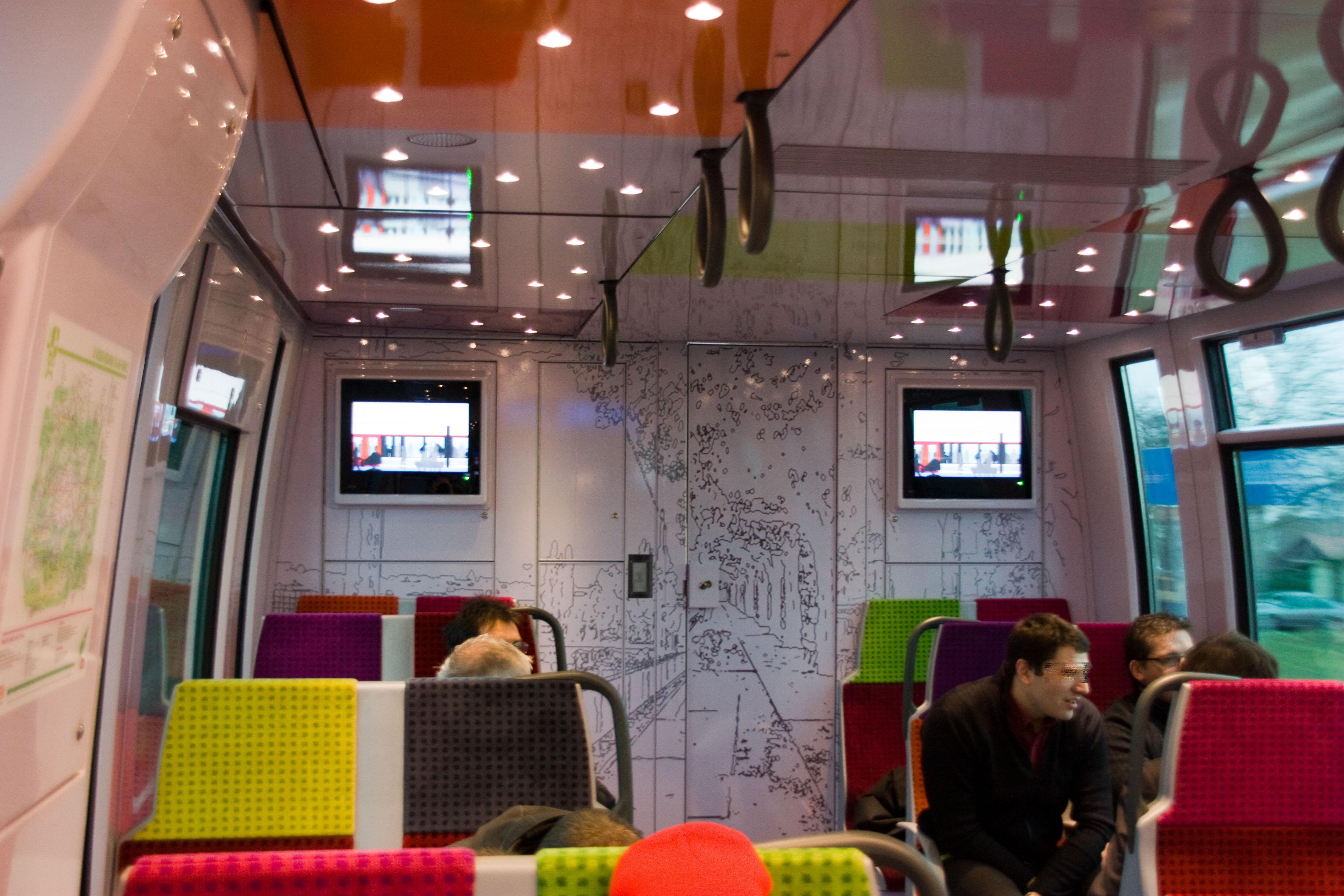
Ecrane video pentru difuzarea de informații culturale.

### Cabina de conducere

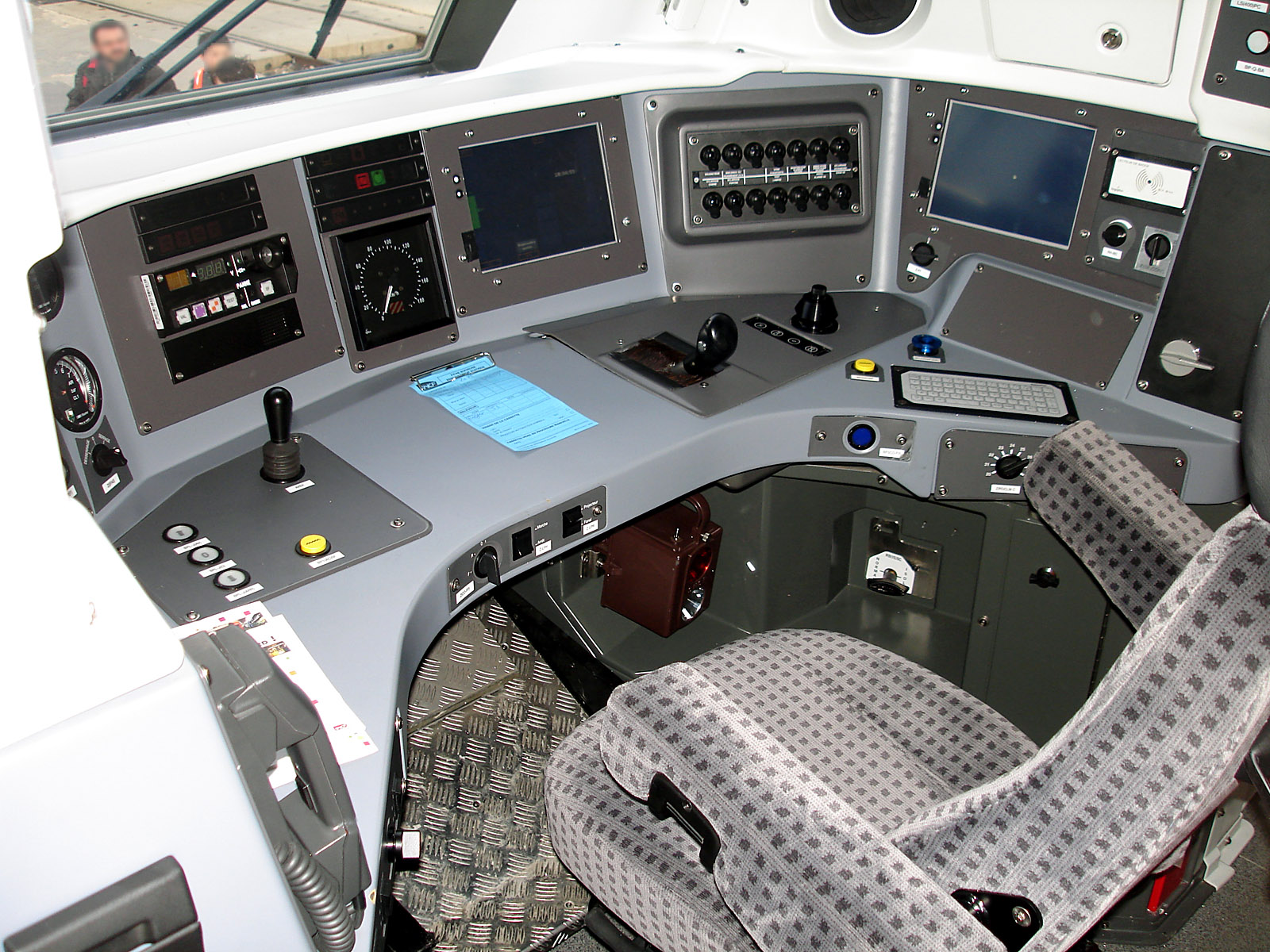
Vedere generală a postului de conducere.

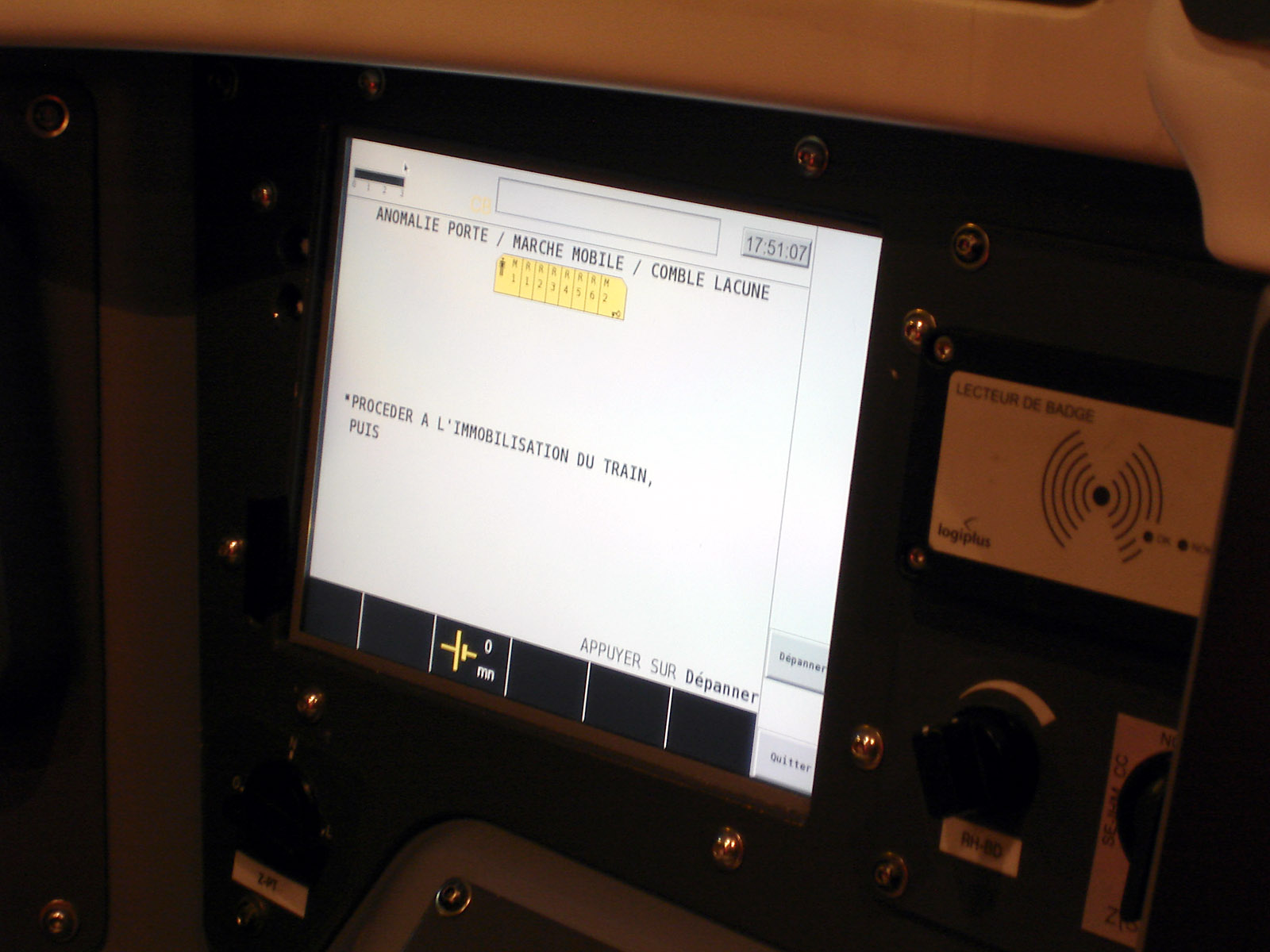
Ordinatorul de bord și ghid de depanare al ramei în caz de incident.

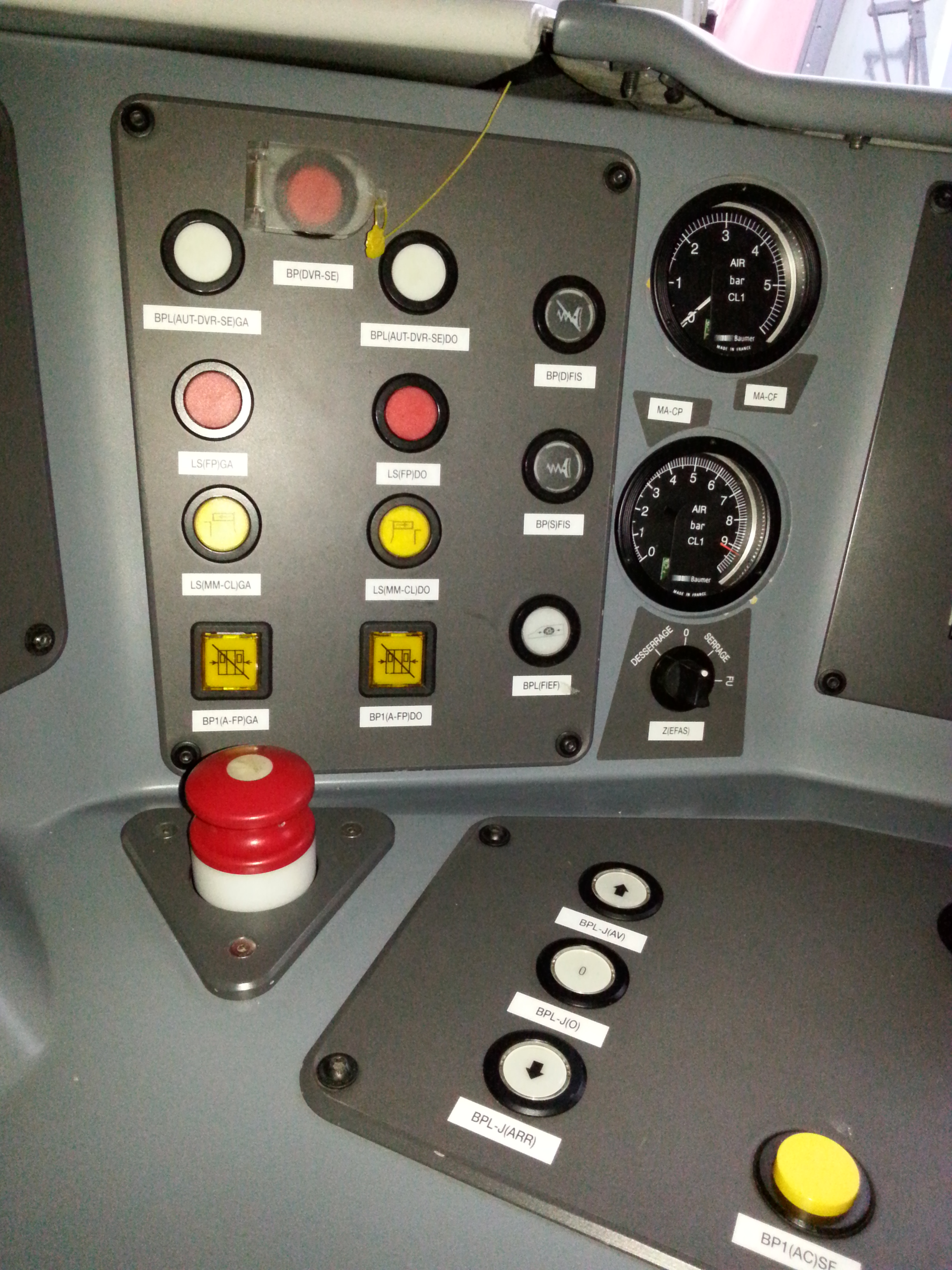
Zoom pe butoanele din stânga mecanicului, în special cel pentru sensul de mers (înainte, neutru, înapoi) și butonul de oprire de urgență.

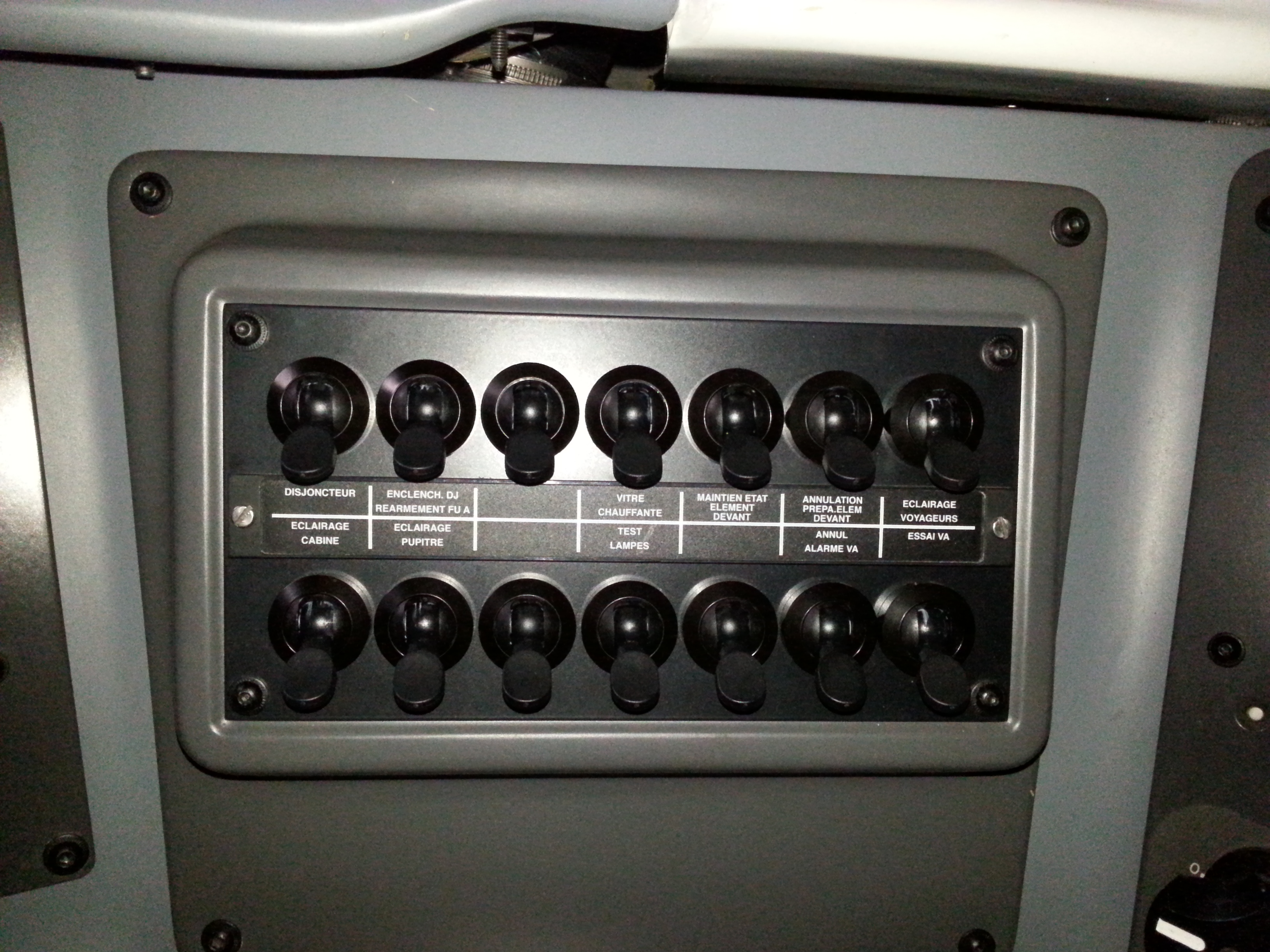
Zoom pe butoanele din dreapta mecanicului. De aici se reglează deschiderea disjunctorului sau iluminarea trenului.

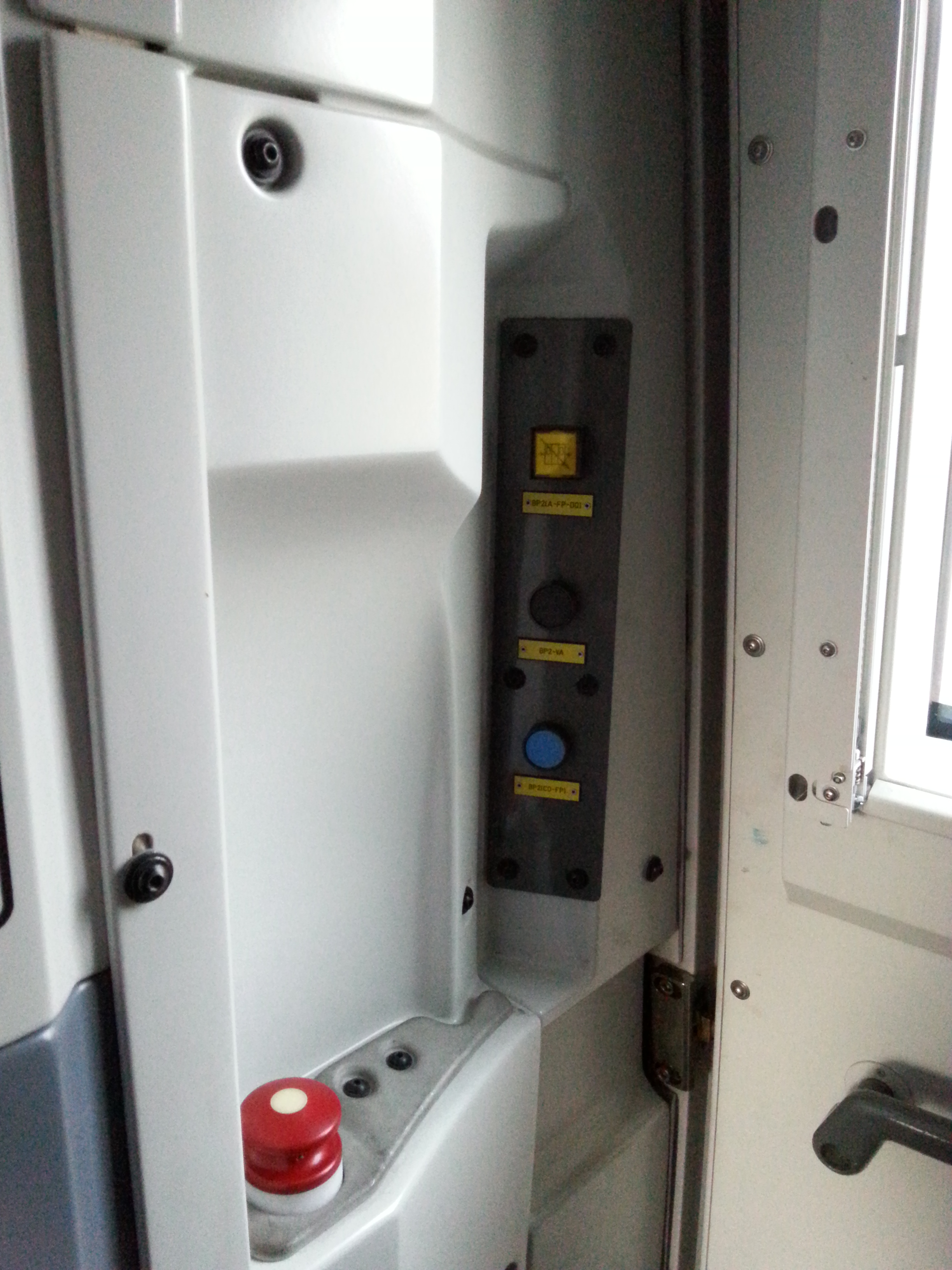
Partea dreaptă a cabinei, cu al doilea buton de oprire de urgență și un buton de închidere a ușilor folosit în cazul în care mecanicul privește direct peronul.

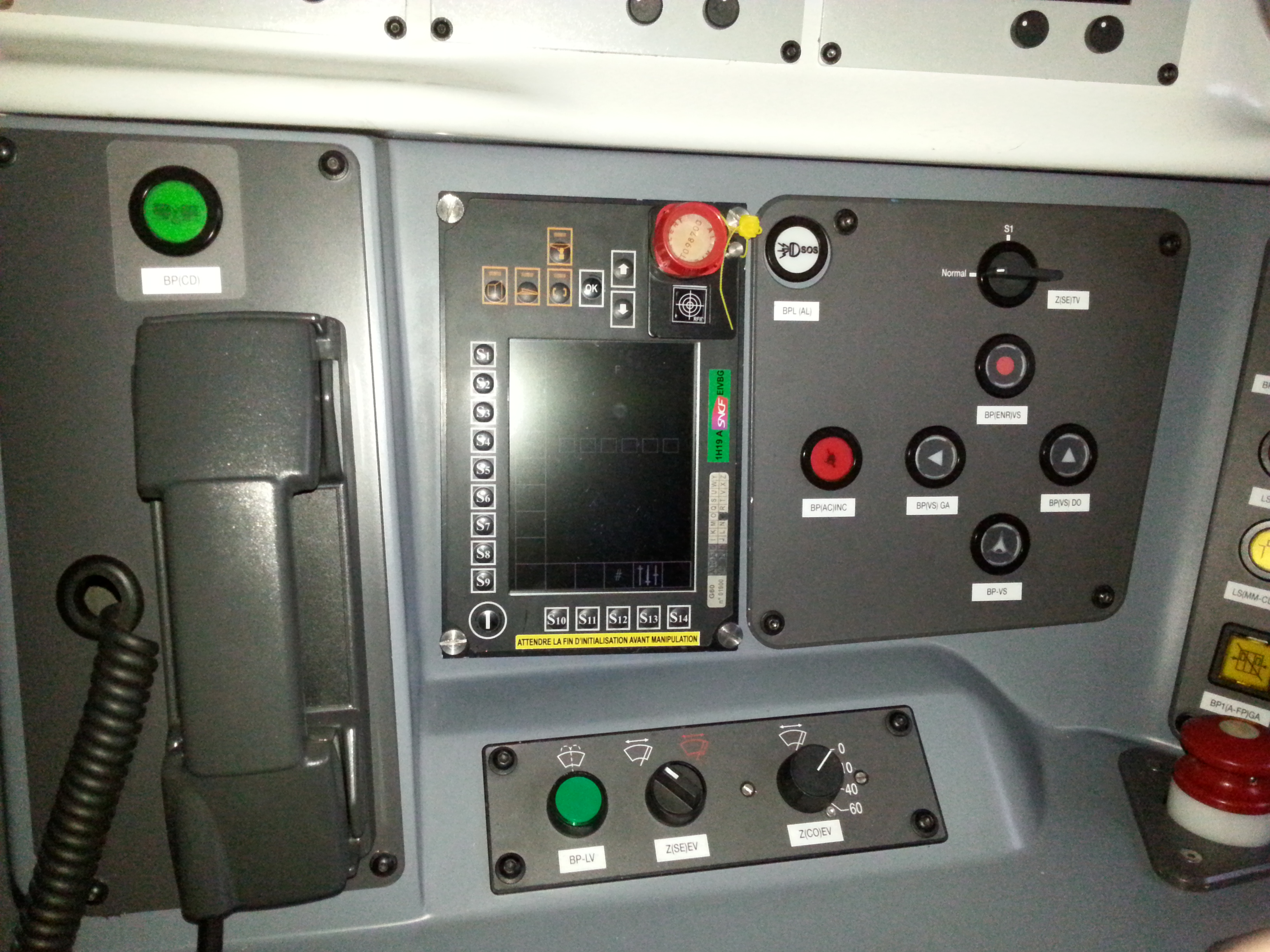
Zoom pe partea din stânga mecanicului, cu telefonul și reglajele ștergătoarelor de parbriz.

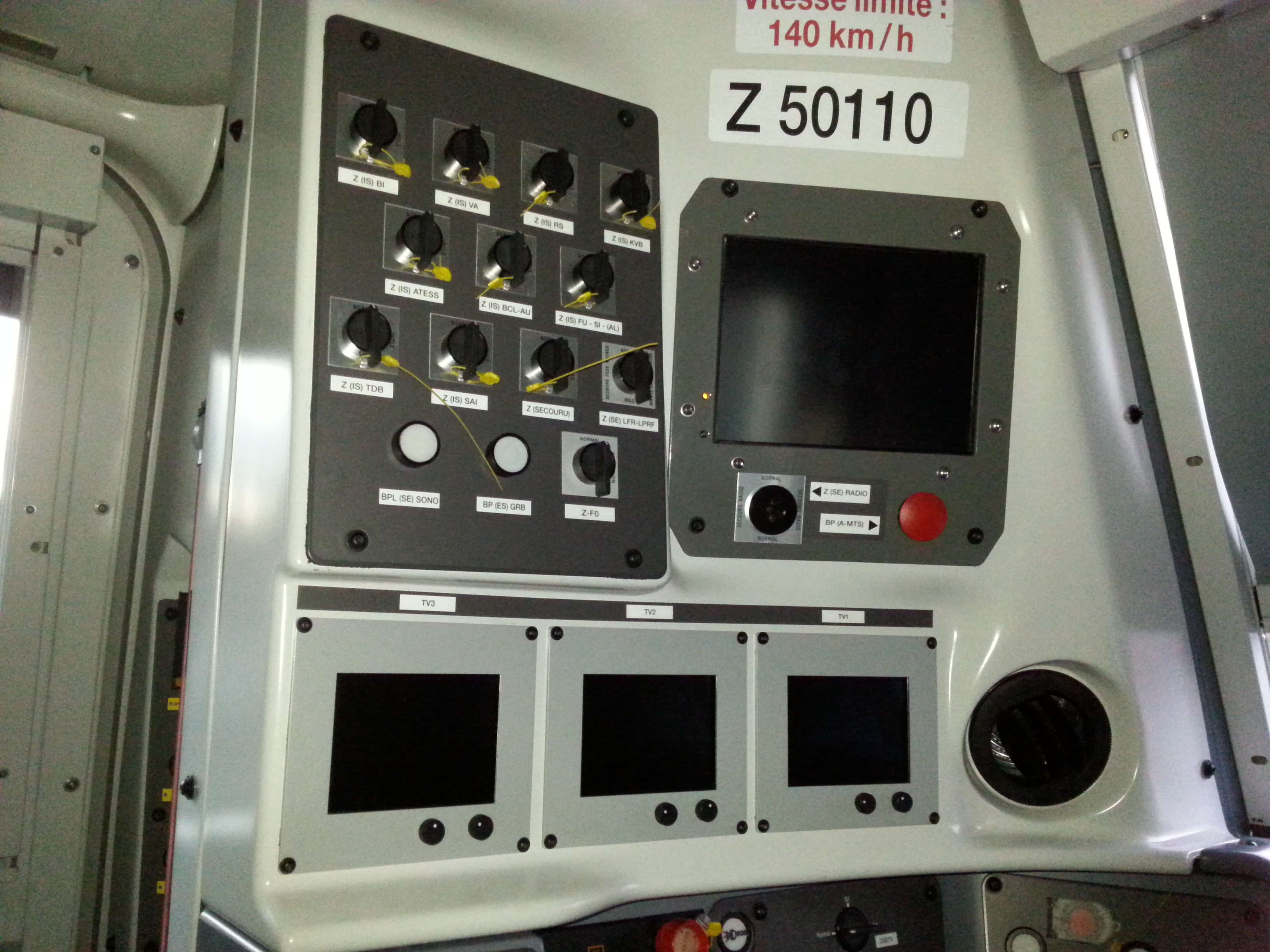
Zoom asupra EAS, în stânga mecanicului.

Cabina poate fi accesată direct din spațiul pentru călători, sau din exterior prin două uși laterale. Față de trenurile anterioare, aceasta oferă mai mult spațiu, cu un scaun cu adevărat reglabil, spre deosebire de Z-6100, o suspensie eficientă și un nivel de zgomot mult redus față de BB 17000. Este, de asemenea, mult mai liniștită decât cea a ramelor Z 2N, motorizarea nefiind concentrată în partea din spate a cabinei, ci distribuită de-a lungul trenului.
Cabina de conducere amintește de Autorail grande capacité (AGC) datorită poziției de conducere centrale; cu toate acestea, echipamentul este diferit. Automotor destinat pentru serviciul de navetiști, Z 50000 este echipat cu echipamente pentru mecanic singur, care permit mecanicului să urmărească urcarea și coborârea călătorilor și să controleze direct închiderea ușilor fără a fi nevoie de un mecanic ajutor. În acest scop, cabina are trei ecrane la stânga, fiecare prezentând două imagini de pe peron, primite de la o șină centrală emițătoare printr-un senzor de sub tren. Mecanicul controlează secvența de închidere a ușilor de la un buton amplasat în partea din stânga jos a pupitrului: o apăsare pe jumătate pentru semnalul sonor și o apăsare completă pentru închidere. Aceeași comandă există și la ferestrele cabinei în cazul în care este necesară observarea directă a peroanelor de către mecanic.
La stânga consolei se află sistemele radio sol-tren și un interfon cu touch screen, controlul ușilor și indicatorul de presiune din conducta principală și conducta de frână. Chiar în fața mecanicului se află butonul roșu pentru oprirea de urgență, trei butoane de control al direcției de deplasare (înainte, neutru, înapoi) și comanda sirenei. Imaginile de pe camerele de supraveghere din tren sunt afișate pe un ecran din partea de stânga-sus a postului de conducere. În caz de utilizare a semnalului de alarmă prin interfon (SAI), se aprinde un indicator luminos în cabină; două imagini color de la camerele corespunzătoare ușii în cauză sunt afișate pe ecranul de control, împreună cu o diagramă care indică poziția ușii în tren. Datorită sistemului de supraveghere video cu înregistrare, mecanicul poate vizualiza trei secunde înainte de acționarea semnalului, în scopul de a identifica realitatea urgenței. Mecanicul are posibilitatea de a rearma sistemul de alarmă de la distanță din cabina lui. Când semnalul de alarmă este tras până la pornire sau oprire, trenul este blocat în mod automat până la intervenția mecanicului, la fel ca la trenurile MI 79 sau MI 2N. Spre deosebire de alte tipuri de trenuri, semnalul de alarmă nu deblochează automat ușile, cu excepția cazului când mecanicul nu răspunde în termen de douăzeci de secunde, sau pentru o evacuare rapidă în caz de incendiu.
În fața mecanicului se află sistemul de control al vitezei prin balize (KVB), indicatorul de viteză analog, cutiile luminilor de semnalizare, precum și un touch-screen de control și comandă. Acesta din urmă afișează un alt indicator de viteză, tensiunea pe linia de contact, pantograful activ, direcția de deplasare, poziția manipulatorului de tracțiune, modul de conducere, precum și ora și timpul de staționare în stație. Singura manetă de tracțiune/frânare, cu sistem "om mort", este situată chiar în fața mecanicului.
La dreapta postului de conducere, ecranul sistemului de asistență la conducere (SIAC) conține ghidul de depanare informatizată (GDI), jurnalul de bord, sistemul de înregistrare Atess (ce înregistrează evenimentele de securitate a traficului) pentru fiecare mecanic și sistemul de informații pentru pasageri de la bord (SIVE). Alături se găsesc diverse comutatoare și mai jos, selectorul modului de conducere (manuală, cu viteză impusă, cuplare/decuplare unități multiple și o poziție neutră, cu reglarea vitezei maxime), un buton de coborâre de urgență a pantografelor, o tastatură, precum și comutatorul pentru pantograf. Un comutator permite comutarea între un ecran sau celălalt.
Ghidul de depanare informatizată (GDI) este folosit în caz de anomalie, atât de către mecanic cât și de către centrul de mentenanță. Orice incident este înregistrat automat în GDI: dacă afectează performanța trenului, sistemul încearcă să rezolve direct problema într-un mod transparent. În cazul unei daune mult mai grave, ghidul va informa mecanicul. Acesta din urmă poate, de asemenea, utiliza GDI pentru a rezolva o problemă care nu este detectată sau nu a fost detectată de sistem. Atunci când trenul este online, GDI transmite codurile de stare și codurile de eroare direct la centrul de service printr-o legătură tren-sol: prin urmare, centru de mentenanță este informat de starea trenului înainte de sosirea sa la depou.
Comutatorul pentru pantografe are trei poziții: "O", "N" (normal) și "L" (pentru a ridica pantograful local, cel mai apropiat de cabină). Z 50000 inaugurează operarea automată: plasând comutatorul pe "N", trenul va ridica unul din cele două pantografe (per element), folosind paritatea de zi: 1 pentru zi impară, și 2 în zi pară. Tensiunea liniei este detectat de un senzor. În cazul de 25 kV, sistemul permite închiderea disjunctorului; în caz că sunt detectați 1.500 V, cel de-al doilea pantograf se ridică în mod automat înainte de a permite închiderea disjunctorului.
Alte butoane, plasate în diferite locuri din cabină, permit să se efectueze semnalele închise, să se regleze aerul condiționat din cabină, controlul luminii de fundal a pupitrului, operarea jaluzelei sau acționarea luminilor exterioare. O priză de curent electric, de tip european, oferind 230 V CA este, de asemenea, prezentă în cabină. În spatele mecanicului, două tablouri de siguranțe și disjunctoare electro-magnetice sunt plasate pe peretele cabinei, împreună cu înregistratorul Atess.

Echipamente din centrul cabinei
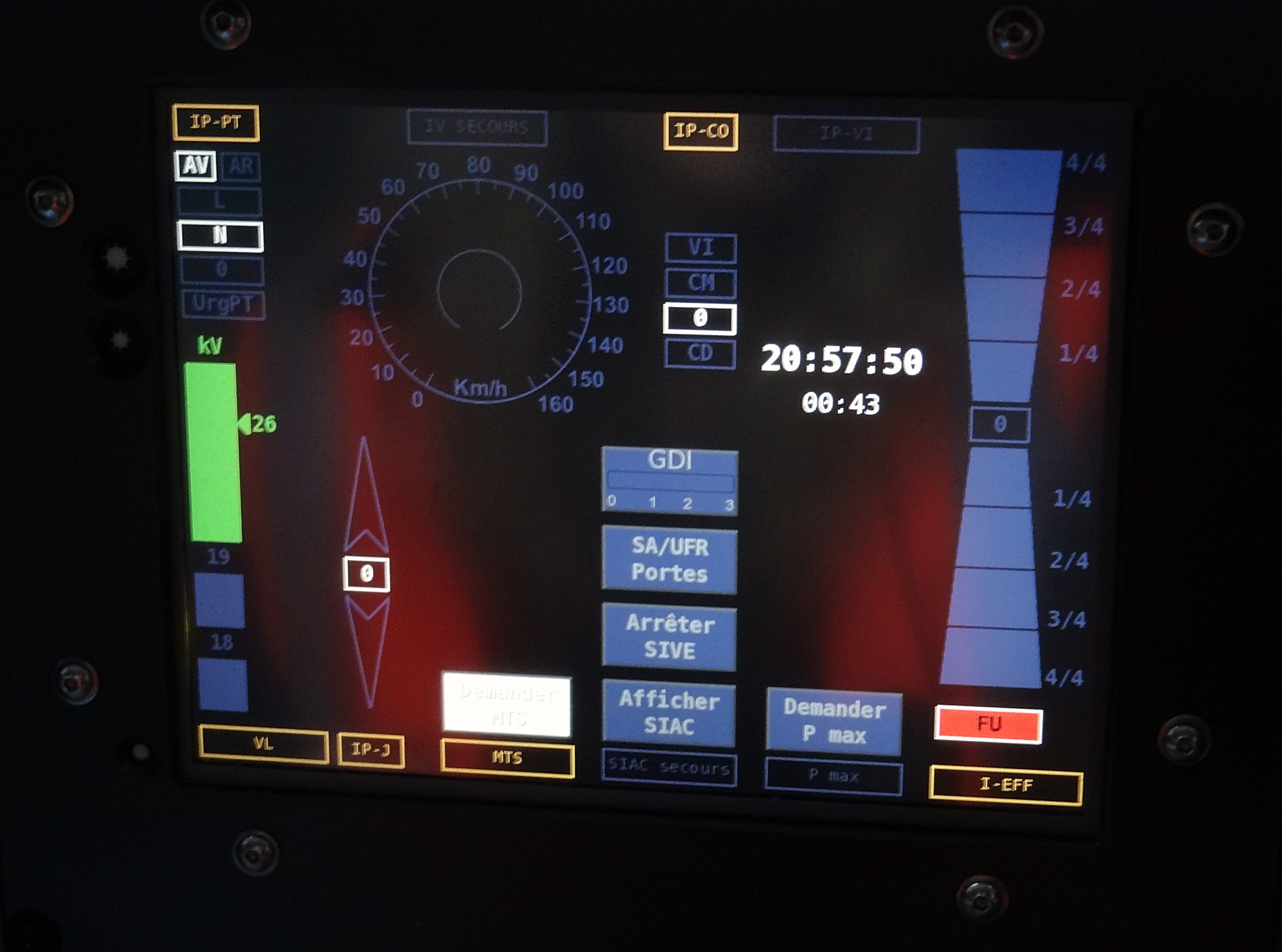
Touch-screen de control și comandă, care este situat în fața mecanicului. (clic aici pentru detalii cu privire la indicații)
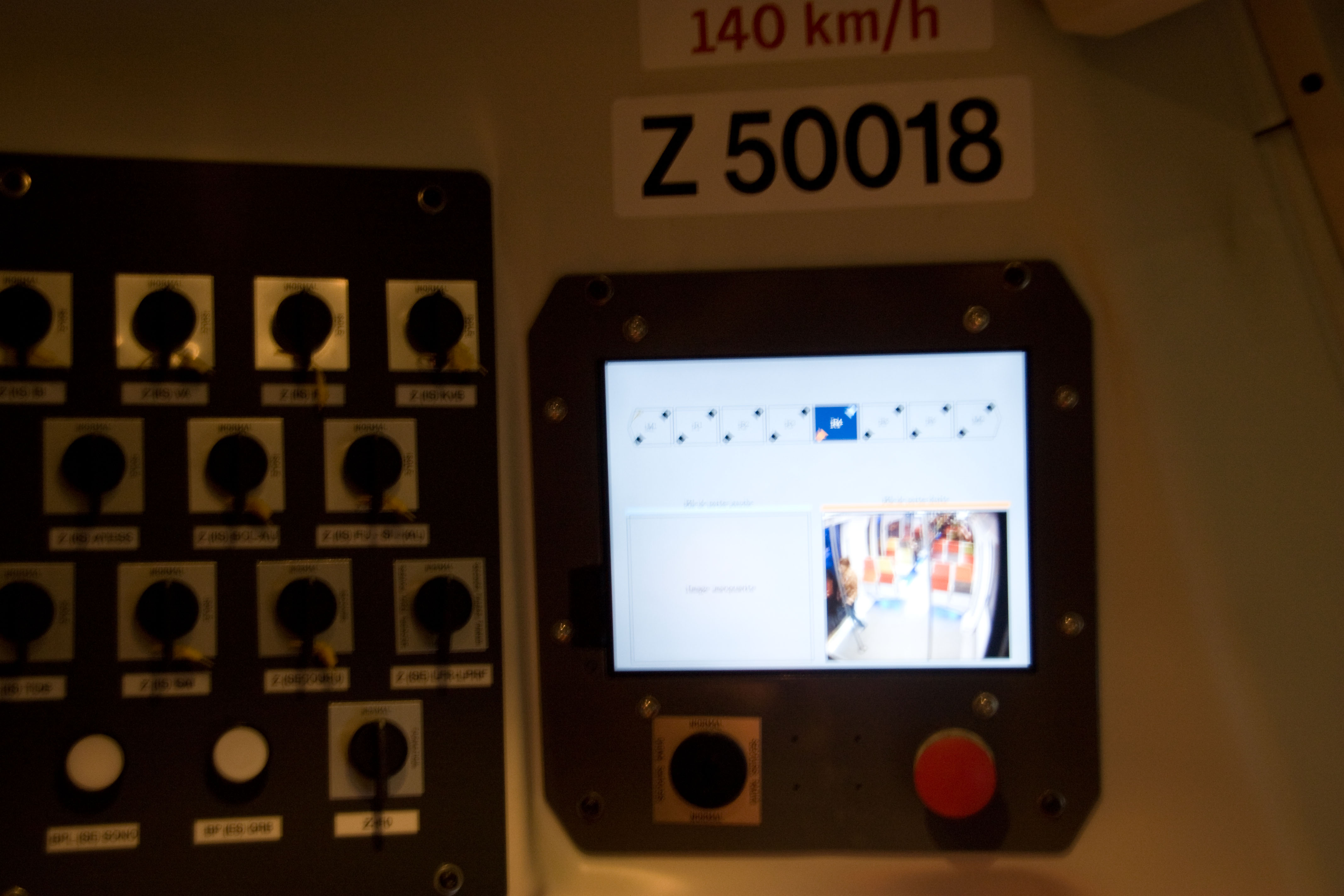
Ecran de control al camerelor de supraveghere și sistemul de rearmare al semnalului de alarmă.
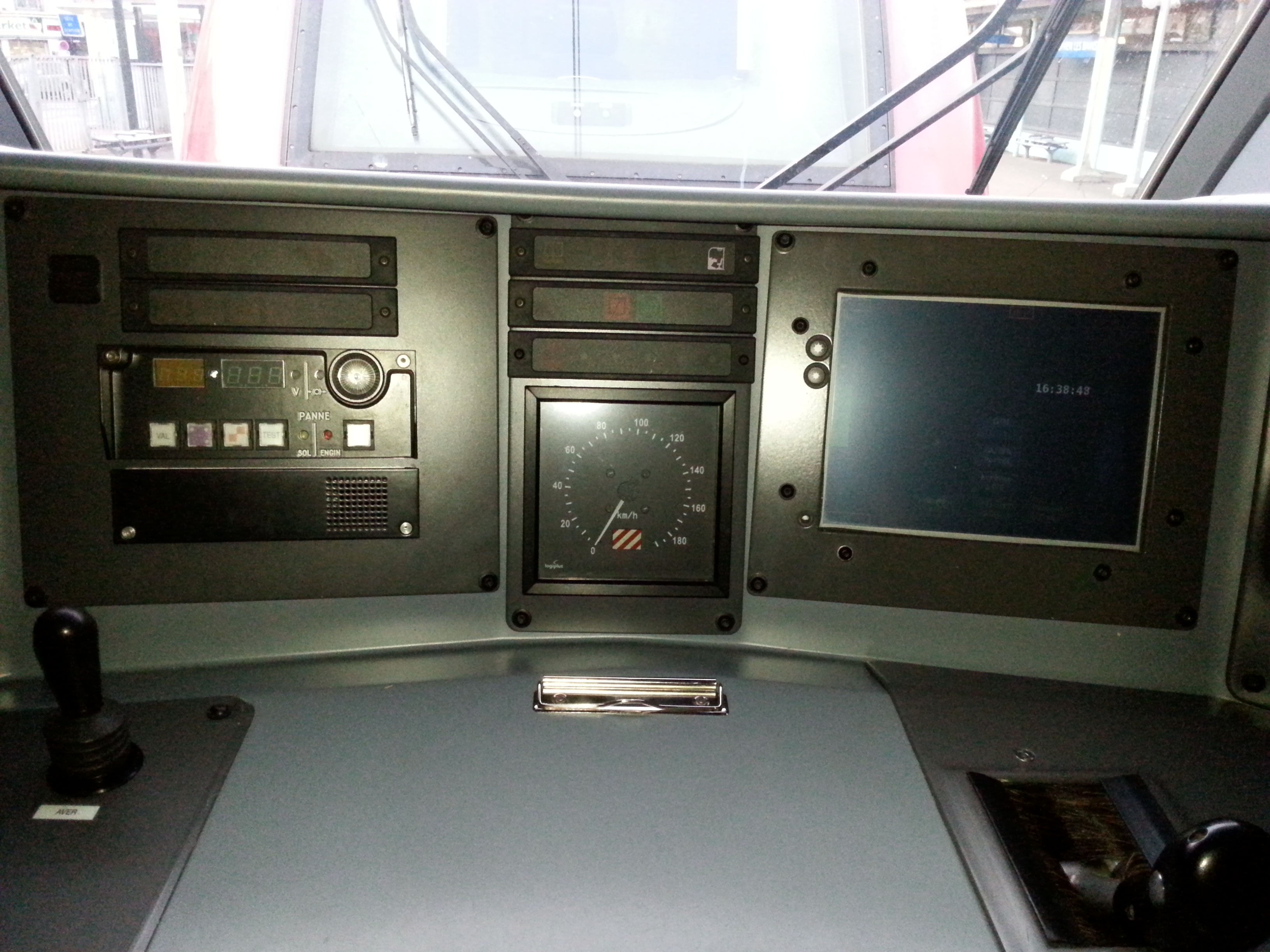
În fața mecanicului se află KVB, indicatorul de viteză și un ecran tactil de control și comandă a trenului.
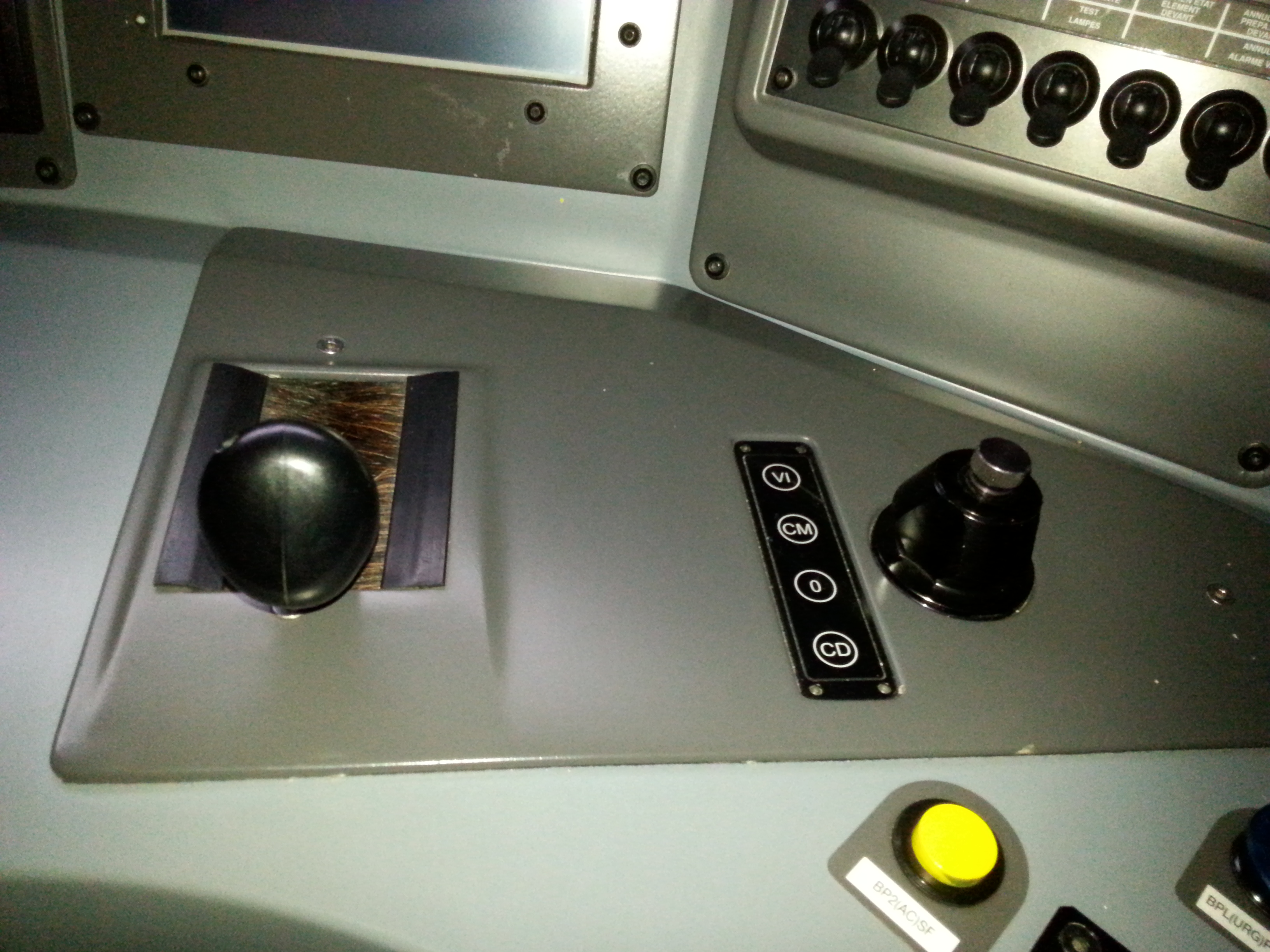
Zoom pe maneta de viteză și diferitele moduri de conducere (viteză impusă, conducere manuală, oprire, cuplare/decuplare).

## Caracteristici tehnice

### Informații generale
Z 50000 este un tren articulat, nedeformabil, adică cu un boghiu între fiecare pereche de vagoane, precum trenurile TGV. Motorizarea este distribuită pe toată lungimea ramei, ca pe automotoarele de mare viteză (AGV), cu cinci boghiuri motoare din cele opt sau nouă boghiuri ale trenului. Trenul are viteza maximă de 140 km/h, cu zgomot redus comparativ cu cel al VB 2N sau „p'tits gris”, nedepășind 62 dB(A) oprit sau 80 dB(A) în mers, la șase metri de calea ferată.

### Versiuni

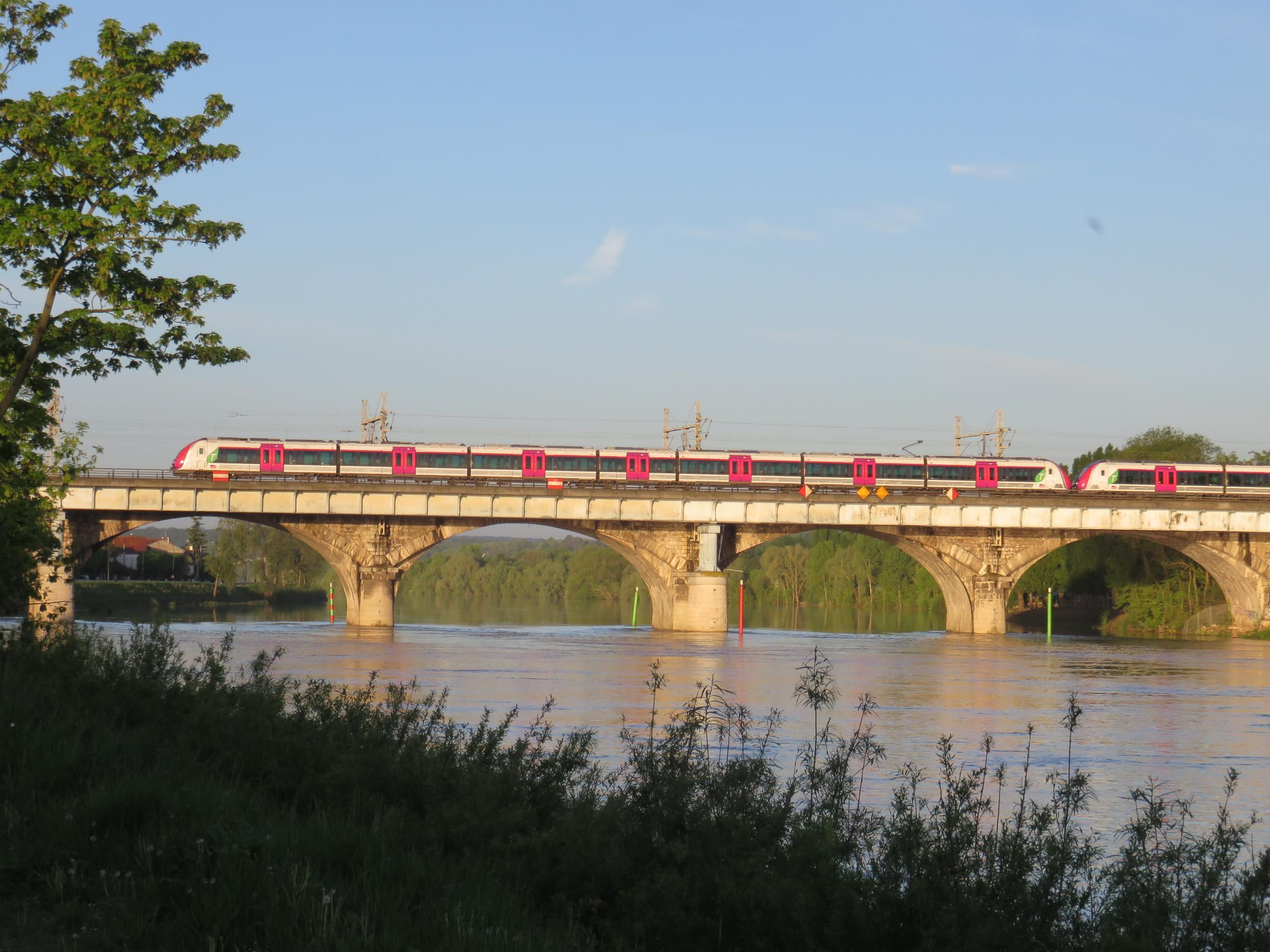
Tren Francilien cu șapte vagoane pe podul Maisons-Lafittes. Se poate observa vagonul din mijloc mai scurt decât celelalte.

Trenurile sunt construite în două variante: unele lungi de 112,50 m cu opt vagoane articulate, și altele scurte, de 94,31 m, cu șapte vagoane din care cel din mijloc are doar 8,29 m lungime. Trenurile lungi sunt alcătuite din șase vagoane de 13,24 m, încadrate de două vagoane cu cabină de conducere, fiecare având o lungime de 16,53 m.
Elementele scurte sunt destinate pentru rețeaua Transilien Paris Saint-Lazare, deoarece peroanele sunt relativ scurte pe aceste trasee, cu o lungime de 190 de metri, ceea ce impune o lungime maximă mai mică pentru cele 55 de rame destinate acestei rețele, astfel încât acestea să poată forma de trenuri de două unități. Aceste trenuri scurte au o capacitate de 760 călători, comparativ cu 922 pentru versiunea mai mare. Masa la gol este de 235 tonnes pentru versiunea lungă și 210 tone pentru versiunea scurtă.

### Motorizare
Motorul electric bicurent (1.500 de volți CC și 25.000 de volți monofazat) permite trenului să deservească întreaga rețea din Île-de-france. Consumul de energie este cu 20% mai mic decât cel al materialelor aflate în circulație în anul 2009. Cele două motoare de tracțiune de pe boghiu sunt de tip trifazat asincron; acestea operează cu o tensiune de 380 V - 50 Hz. Motorizarea este bazată pe cinci boghiuri motoare, situate la fiecare capăt, pe partea dreaptă a cabinelor, precum și între vagoanele 2 și 3, 3 și 4 și 6 și 7 (în versiunea lungă) sau 5 și 6 (versiunea scurtă).
O ramă este compusă din două părți separate de tracțiune, vagoanele de la 1 la 4, pe de o parte, și vagoanele de la 6 la 8 pe de altă parte Fiecare dintre aceste jumătăți dispune de două lanțuri de acționare în paralel, ceea ce reduce riscul de imobilizare în caz de problemă. Trenurile Z 50000 se remarcă și prin faptul că în timpul funcționării normale, doar 80% din puterea disponibilă, care se ridică la 2.950 kW pentru un element, este utilizată. În caz de problemă la unul dintre blocurile motoare, celelalte motoarele sunt operate la 100% pentru a asigura o funcționare normală a trenului. Accelerarea ajunge la 0,9 m/s2 pentru configurația cu 8 vagoane și 1 m/s2 pentru cea cu 7 vagoane. Frânarea este de –1,05 m/s2 cu frâna de serviciu.

### Boghiuri și frânare

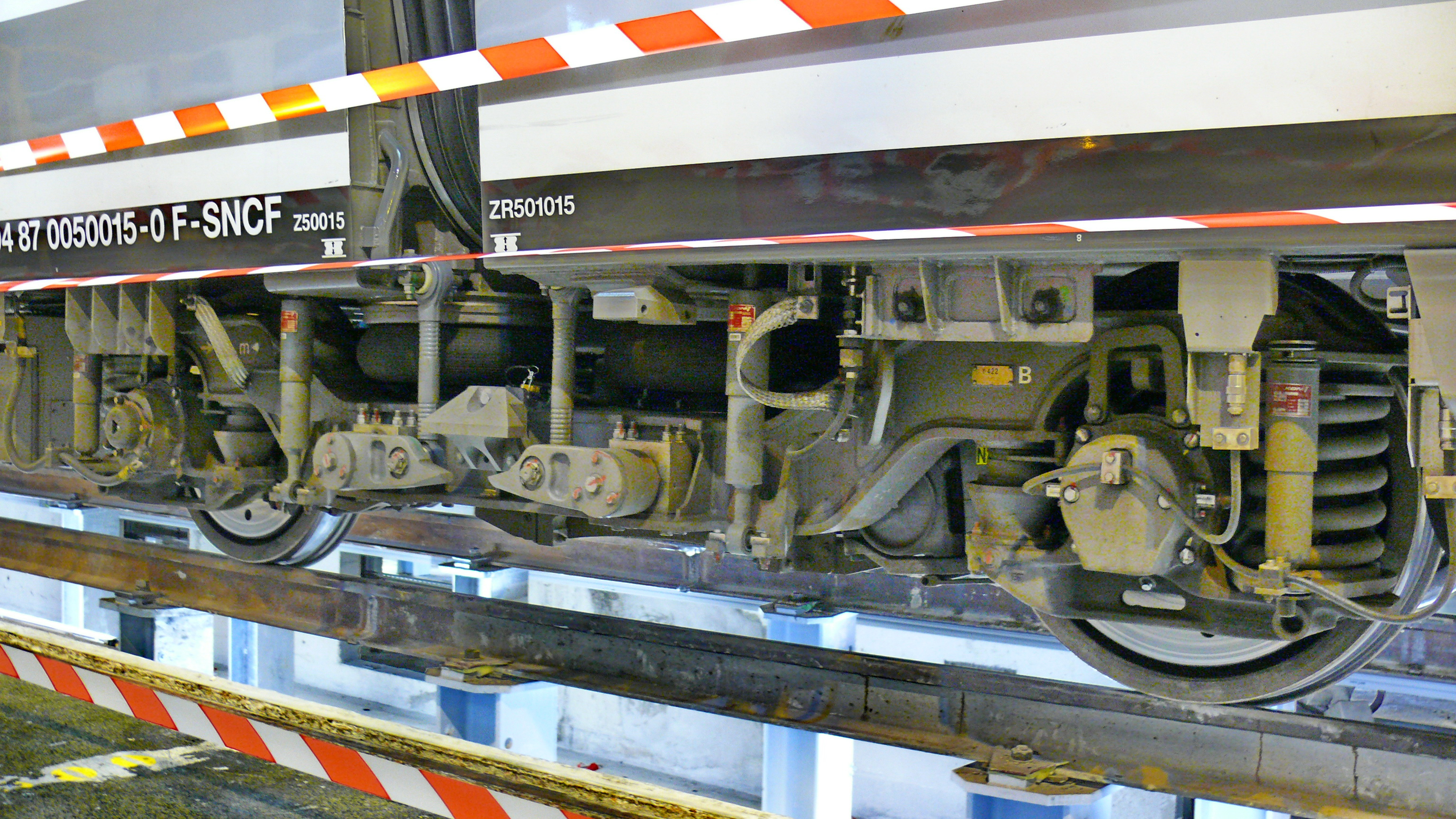
Boghiu FLEXX Compact.

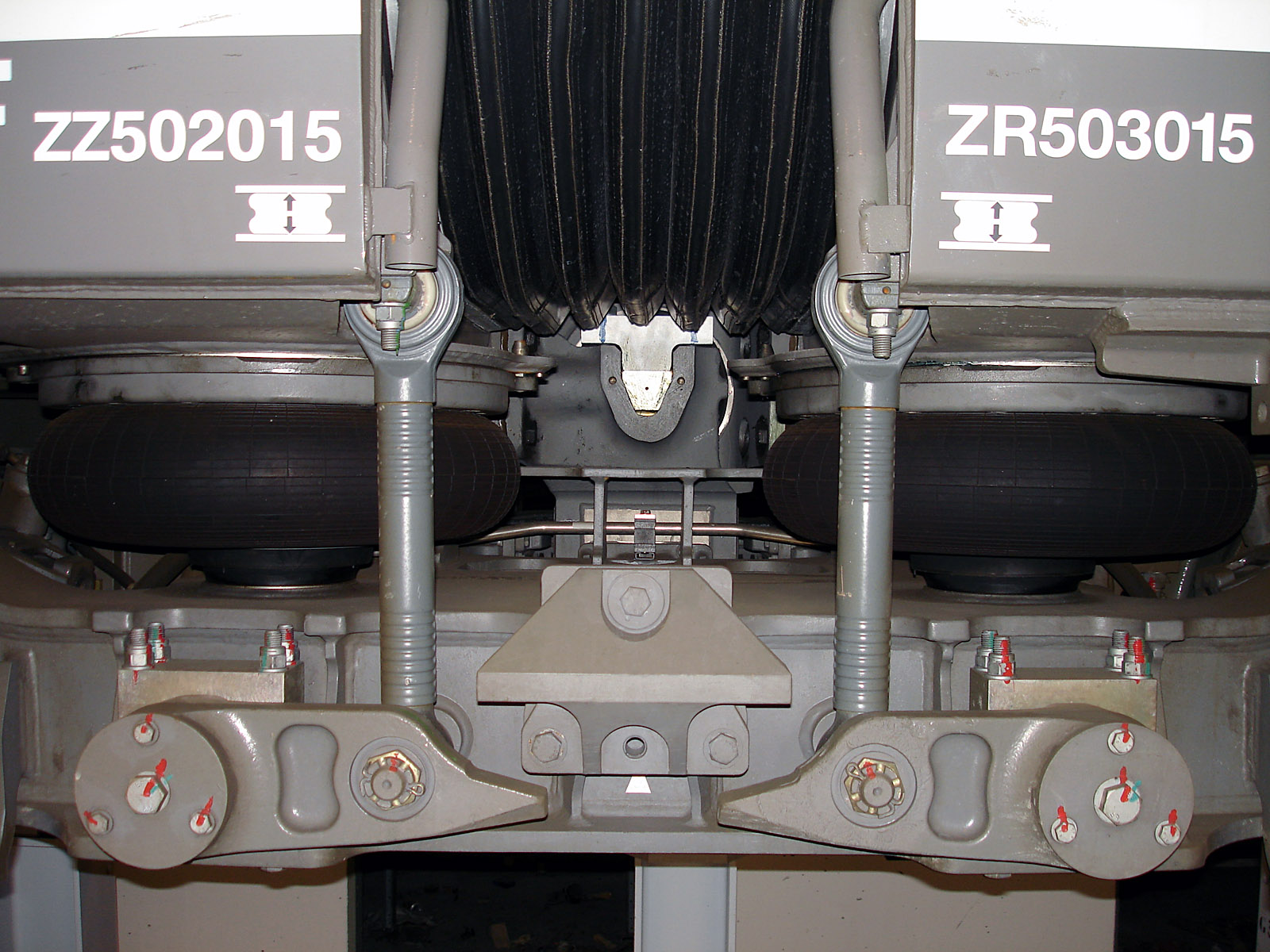
Vedere exterioară a burdufului de trecere între vagoanele ZZ și ZR a ramei 8 (Z 50015/16).

Z 50000 este echipat cu boghiuri FLEXX Compact mecano-sudate și cu înălțime redusă. Boghiurile sunt direct inspirate din cele ale AGC, și au o suspensie pneumatică cu două sau patru perne de aer,care poate oferi un zgomot de rulare foarte scăzut. Cu roți de 840 mm în diametru, ampatamentul este de 2.300 mm pentru boghiurile de capăt și de 2.800 mm pentru boghiurile intermediare.
Frânele cu discuri ventilate sunt dotate cu un sistem de recuperare a energiei, la fel ca majoritatea automotoarelor moderne, atât la 25 kV cât și la 1.500 V. Mai multe sisteme de frânare co-există: reostatică și pneumatică cu comandă electrică, prin intermediul unor discuri ventilate lipite pe roți. Frâna de urgență include patru patine electromagnetice.

### Echipamente tehnice
Toate echipamentele tehnice sunt amplasate în partea de jos sau de sus a vagonului, ceea ce eliberează spațiul pentru călători de orice dulap pentru echipamente. Inclusiv circuitele de alimentare a motoarelor de putere și a celor auxiliare, transformatoarele și variatoarele de frână sunt toate situate pe acoperișul vagoanelor, cu excepția vagonului 5 în versiunea lungă. Fiecare element este echipat cu două pantografe de tip AX poziționate, împreună cu disjunctorul, pe acoperișul vagoanelor 2 și 7 (sau 6 pe versiunea scurtă). Pantografele funcționează pentru ambele tensiuni de alimentare, spre deosebire de cele mai multe alte materiale bicurent. Trenul are un o linie de alimentare pe acoperiș de 25 kV; astfel, pentru această tensiune se poate opera cu un singur pantograf, dar este obligatorie folosirea a două pantografe pe liniile de 1.500 V.
Trenurile Z 50000 includ o rețea informatică unică Ethernet ce conectează toate componentele prin protocolul IP. Această rețea asigură transmisia serviciului de informații video, difuzarea unui canal de televiziune digitală terestră (DTT), dar și sistemul de numărare a pasagerilor ce urcă și coboară din vagoane precum și sistemul de supraveghere video. Rețeaua permite, de asemenea, comunicarea tehnică prin intranet: în cazul unui incident, sistemul de auto-diagnosticare integrat indică mecanicului piesa defectă, nivelul de gravitate al incidentului și funcționează ca un ghid de depanare. Un sistem de comunicații mobile GPRS permite trimiterea datelor direct la atelierul de întreținere, care le prelucrează în mod automat, ceea ce permite pregătirea pieselor de schimb sau chiar anticiparea anumitor defecțiuni, pentru a reduce timpul de nefuncționare al trenurilor.

### Numerotare
Elementele sunt numerotate în seria Z 50000. Numerotarea vagoanelor unui tren Francilien este următoarea:
- nr. vagonului din capătul impar: Z 50000 + (nr. ramă × 2) − 1 ;
- nr. vagoanelor din mijloc: ZR 500000 + (nr. vagon × 1000) + (nr. ramă × 2) − 1 ;
- nr. vagonului din capătul par: Z 50000 + (nr. ramă × 2).

De exemplu, vagoanele trenului nr. 9 (8 vagoane) sunt numerotate : <Z50017> <ZR501017> <ZZ502017> <ZR503017> <ZR504017> <ZR505017> <ZR506017> <Z50018>.
Vagoanele trenului nr. 80 (7 vagoane) sunt numerotate: <Z50159> <ZR501159> <ZZ502159> <ZR507159> <ZR505159> <ZR506159> <Z50160>.
Pe partea din față a trenurilor Z 50000 este indicat numărul de ramă, împreună cu o literă care indică depoul în care este întreținută rama: litera „H” pentru trenurile de 8 vagoane ale liniilor H și P (Paris-Nord și Paris-Est) și litera „L” pentru trenurile la 7 vagoane ale liniilor J și L (rețeaua Paris-St-Lazare).